# Provincia de Holguín
La provincia de Holguín, cuya capital es la ciudad homónima, está situada en el nororiente de Cuba, y es una de las 15 provincias del país. Con una extensión de 9,300.6 km², es la tercera más grande de la isla y también la tercera con mayor población. Se encuentra aproximadamente a 774 kilómetros de La Habana, capital de la república, y limita con todas las provincias orientales: Las Tunas, Granma, Santiago de Cuba y Guantánamo. Al norte está bañada por el Océano Atlántico, lo que le permite poseer playas y paisajes naturales que constituyen uno de sus principales atractivos turísticos. Holguín es una provincia rica en historia y cultura, reconocida por ser el sitio del desembarco de Cristóbal Colón en Cuba y por eventos culturales destacados como las Romerías de Mayo, que promueven las tradiciones artísticas y folclóricas locales. Su economía se sustenta principalmente en la minería del níquel, contando con una de las reservas más grandes del mundo, junto con el turismo, la industria y la agricultura, sectores que aprovechan los recursos naturales y la ubicación estratégica de la región para impulsar su desarrollo económico y social.

## Toponimia
La provincia toma su nombre de la ciudad capital, Holguín, que fue uno de los asentamientos más importantes del oriente cubano desde la época colonial. Al momento de la reorganización político-administrativa de Cuba en 1976, se creó la actual provincia de Holguín, separándose de la antigua provincia de Oriente.
La denominación se mantuvo para preservar la identidad histórica y cultural asociada a la ciudad cabecera y su legado colonial. Así, el nombre “Holguín” pasó de identificar solo a la ciudad, a representar también a la nueva división territorial, que incluye una amplia variedad de municipios con paisajes montañosos, costeros y agrícolas.

## Historia
La actual provincia de Holguín posee una rica historia que se remonta a tiempos precolombinos, cuando su territorio estaba habitado por comunidades taínas organizadas en cacicazgos. Estos pueblos indígenas dejaron huellas arqueológicas que aún se preservan en zonas como Banes (conocida como la capital arqueológica de Cuba) y Gibara, donde se han encontrado importantes sitios funerarios y cerámicos.
El 27 de octubre de 1492, Cristóbal Colón desembarcó por primera vez en territorio cubano por la bahía de Bariay, ubicada en el actual municipio de Rafael Freyre. Este hecho marcó el inicio del proceso de colonización española en la región.
Durante la colonia, el área fue escenario de la fundación de varios asentamientos rurales conocidos como hatos y corrales, entre ellos el hato de Holguín, fundado en 1545. A lo largo de los siglos siguientes, el territorio se fue poblando lentamente, con economías basadas en la ganadería, la agricultura y, más tarde, la minería.
Holguín desempeñó un papel significativo en las guerras por la independencia de Cuba, especialmente durante la guerra de los Diez Años (1868–1878) y la Guerra de Independencia (1895–1898), al ser zona de operaciones de varios patriotas, como Calixto García Íñiguez, nacido en esta región.
La actual provincia de Holguín fue creada oficialmente en la reorganización político-administrativa de 1976, cuando se dividió la antigua provincia de Oriente. Desde entonces, se consolidó como una de las regiones más importantes de Cuba por su desarrollo económico, cultural y turístico.

## División político-administrativa
La provincia de Holguín está dividida en 14 municipios, que constituyen las unidades básicas de la administración local y del gobierno en el territorio. Cada municipio cuenta con un consejo popular y una asamblea municipal del Poder Popular, encargados de gestionar los asuntos locales, promover el desarrollo económico y social, y garantizar la prestación de servicios públicos a la población.
Estos municipios varían considerablemente en extensión y población, reflejando la diversidad geográfica y demográfica de la provincia. La organización político-administrativa facilita la descentralización de la gestión pública, permitiendo una atención más directa a las necesidades específicas de cada territorio. A pesar de los avances en infraestructura y servicios básicos, los municipios enfrentan retos relacionados con la modernización económica, el desarrollo sostenible y la mejora continua de la calidad de vida de sus habitantes.
La última reorganización político-administrativa de la provincia ocurrió en 1976, como parte del proceso de división territorial llevado a cabo en toda Cuba mediante la Ley No. 1304, aprobada el 3 de julio de ese año. Esta reforma definió los límites actuales de la provincia de Holguín, que anteriormente formaba parte de la antigua provincia de Oriente.

### Municipios de la provincia Holguín
| Municipio       | Población (2017) | Área (km²) | Localización                                |
| --------------- | ---------------- | ---------- | ------------------------------------------- |
| Antilla         | 12 365           | 104        | 20°50′28″N 75°43′14″O / 20.84111, -75.72056 |
| Báguanos        | 49 615           | 806        | 20°45′47″N 76°01′47″O / 20.76306, -76.02972 |
| Banes           | 78 268           | 781        | 20°58′11″N 75°42′42″O / 20.96972, -75.71167 |
| Cacocum         | 40 447           | 661        | 20°44′38″N 76°19′27″O / 20.74389, -76.32417 |
| Calixto García  | 54 969           | 617        | 20°51′14″N 76°36′7″O / 20.85389, -76.60194  |
| Cueto           | 31 855           | 326        | 20°38′53″N 75°55′54″O / 20.64806, -75.93167 |
| Frank País      | 23 490           | 510        | 20°39′53″N 75°16′53″O / 20.66472, -75.28139 |
| Gibara          | 71 430           | 630        | 21°06′26″N 76°08′12″O / 21.10722, -76.13667 |
| Holguín         | 355 016          | 666        | 20°53′19″N 76°15′26″O / 20.88861, -76.25722 |
| Mayarí          | 98 200           | 1307       | 20°39′33″N 75°40′41″O / 20.65917, -75.67806 |
| Moa             | 74 075           | 730        | 20°38′23″N 74°55′3″O / 20.63972, -74.91750  |
| Rafael Freyre   | 53 627           | 620        | 21°01′41″N 75°59′47″O / 21.02806, -75.99639 |
| Sagua de Tánamo | 46 967           | 704        | 20°35′9″N 75°14′30″O / 20.58583, -75.24167  |
| Urbano Noris    | 39 700           | 846        | 20°36′4″N 76°07′57″O / 20.60111, -76.13250  |

Fuente: Censo de Población y Viviendas de 2017.

## Símbolos

### Escudo de la provincia
El escudo de la provincia fue aprobado oficialmente tras la división político-administrativa de 1976, cuando el territorio adquirió su condición de provincia independiente. Este escudo tiene una profunda carga simbólica que representa la historia, la identidad y las riquezas naturales y culturales del territorio holguinero.

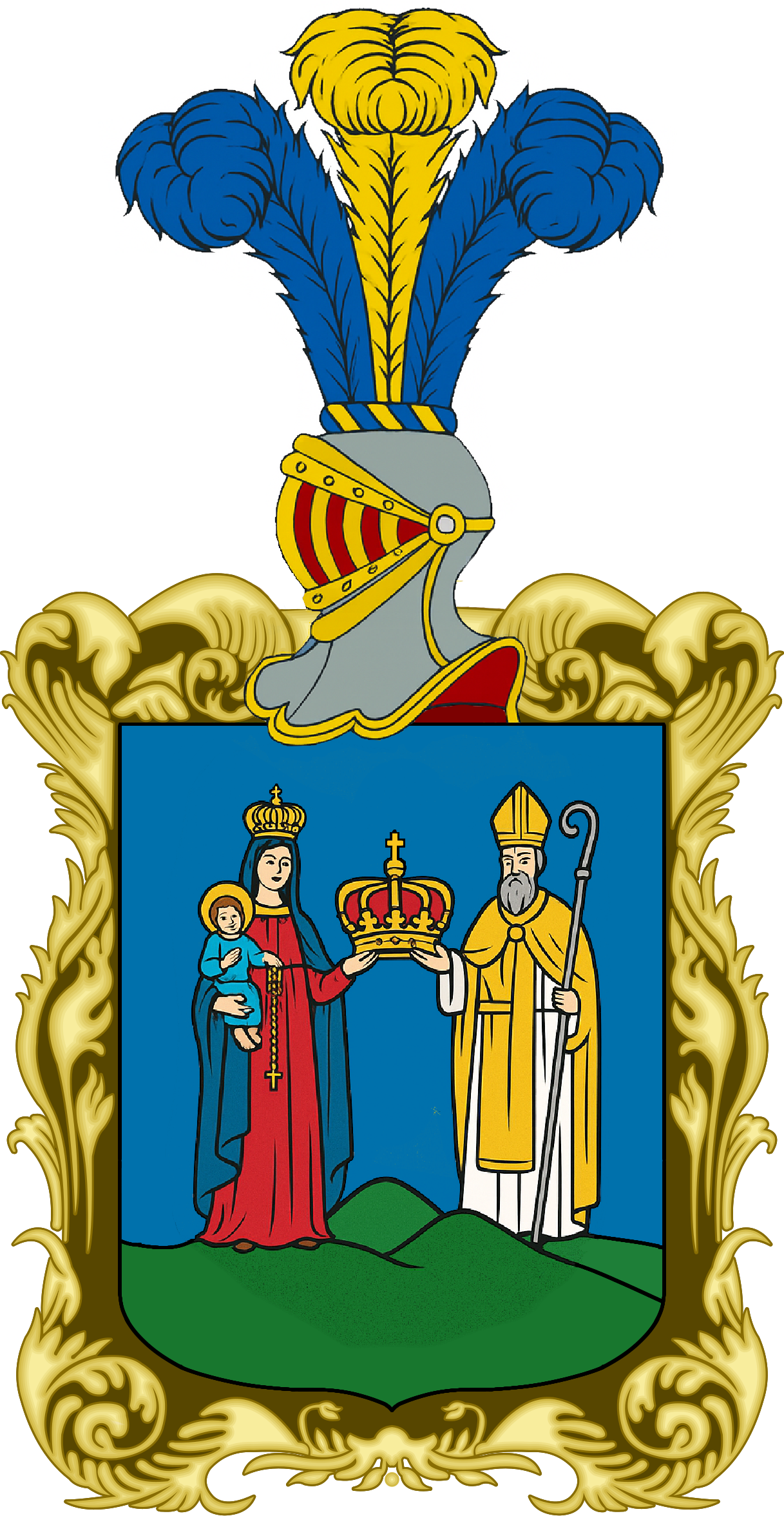
Escudo de la provincia.

Está inspirado en el Hacha de Holguín, símbolo indígena y emblema principal de la provincia, cuyas mitades abiertas enmarcan la composición. El color verde olivo del hacha y los colores rojo y negro del ramo de cafeto hacen alusión a la lucha insurreccional, destacando la presencia del IV Frente Simón Bolívar y del II Frente Frank País.
En la parte superior del escudo se representa la llegada de Cristóbal Colón por la Bahía de Bariay, con tres embarcaciones sobre el mar en forma de estrella. También aparecen el sol naciente con 17 rayos, cada uno con una estrella en su extremo y una central más grande, que simbolizan a los 18 generales independentistas de la región. A la izquierda se observa la Loma del Cucurucho, mencionada por Colón, y un arco iris con los colores de la Medalla Calixto García. Se incluye además el friso de la Plaza de la Revolución donde reposan los restos del general y su madre, Lucía Íñiguez.
La parte inferior muestra la Batalla de Loma de Hierro de 1896, con un cañón, un fusil y un machete cruzados como símbolo de la victoria militar holguinera. También figuran la Loma de la Cruz, ícono de la ciudad, y La Periquera, edificio colonial de gran valor histórico. Completan el escudo las chimeneas de las industrias azucarera y niquelífera, simbolizando el desarrollo económico. A los lados, ramas de cafeto y caña de azúcar, con sus respectivas cintas (26 de Julio y bandera nacional), enmarcan el conjunto. En la base, la flor roja Jazmín del Pinar, planta autóctona de Holguín, corona el diseño.
Este escudo se utiliza oficialmente en documentos gubernamentales, actos solemnes, publicaciones institucionales y también está presente en edificios públicos como símbolo de unidad e identidad de la provincia.

### Hacha de Holguín

Hacha de Holguín.

El Hacha de Holguín es el símbolo oficial de la provincia, adoptado el 28 de mayo de 1981 por Resolución No. 44 de la Asamblea Provincial del Poder Popular. Se trata de un ejemplar arqueológico de piedra peridotita verde oliva, tallado por los pueblos agroalfareros que habitaban estas tierras en el siglo XV.
La pieza original, hallada en 1860 por un oficial del Ejército Español en una de las lomas alrededor de Holguín, es una obra excepcional dentro del arte indígena cubano. Presenta una figura antropomorfa masculina con diadema y brazos cruzados sobre el pecho, mide aproximadamente 350 mm de largo, 76 mm de ancho y 48 mm de grosor.
Esta hacha no solo es un relicario arqueológico, sino que también posee un valor simbólico actualizado. Se utiliza como distinción honorífica para visitantes ilustres de la provincia (como Fidel y Raúl Castro, Eusebio Leal o Silvio Rodríguez), colectivos y entidades destacadas. Asimismo, se convirtió en uno de los emblemas centrales de las Romerías de Mayo.

## Clima
Holguín presenta un clima tropical estacional, caracterizado por temperaturas cálidas durante todo el año y una marcada alternancia entre estación seca e estación lluviosa. Según la clasificación climática de Köppen, predomina el tipo Aw (clima tropical de sabana), con influencias locales del clima tropical húmedo en las zonas montañosas del norte y el este.
Las temperaturas medias anuales oscilan entre los 24 y 27 °C, siendo los meses más cálidos julio y agosto, cuando las máximas pueden superar los 33 °C, especialmente en las llanuras y áreas costeras. Los meses más frescos son enero y febrero, con mínimas que raramente descienden de los 16 °C.
El régimen de lluvias se divide en dos estaciones principales:
- Estación seca: de noviembre a abril, con lluvias escasas y mayor cantidad de días soleados.
- Estación lluviosa: de mayo a octubre, cuando se concentran entre el 70 y el 80 % de las precipitaciones anuales. Las lluvias son frecuentes, en forma de chubascos o tormentas breves e intensas, típicas del clima tropical.

La precipitación media anual varía según la región, siendo más elevada en las zonas montañosas del este (como Sagua de Tánamo y Frank País), donde se superan los 1,500 mm anuales, mientras que en las zonas más secas del suroeste puede estar por debajo de los 1,000 mm.
La provincia es vulnerable a fenómenos meteorológicos extremos, como ciclones tropicales, que suelen ocurrir entre junio y noviembre, dentro de la temporada ciclónica del Atlántico. Debido a su ubicación en el oriente cubano, Holguín ha sido históricamente afectada por huracanes que han provocado daños en infraestructuras, cultivos y comunidades.
La diversidad del relieve, que abarca desde planicies hasta zonas montañosas como la sierra de Nipe y la sierra de Cristal, contribuye a la existencia de microclimas locales, lo cual tiene un impacto directo en la agricultura, la biodiversidad y las actividades económicas de la región.

## Geografía
La provincia de Holguín se ubica en la región oriental de Cuba, limitando al norte con el océano Atlántico, al este con la provincia de Guantánamo, al sur con Santiago de Cuba y Granma, y al oeste con Las Tunas. Su territorio presenta una gran diversidad geográfica, que incluye llanuras costeras, zonas montañosas y un extenso litoral con playas, bahías y cayos. Entre sus principales accidentes geográficos destaca la Sierra de Nipe, que forma parte de la Sierra Cristal, una de las cadenas montañosas más importantes del oriente cubano. En esta última se encuentra el Pico Cristal, con aproximadamente 1 300 metros de altura, rodeado de extensos bosques de pino cubano y zonas de alta biodiversidad, muchas de ellas protegidas desde la década de 1930 mediante parques nacionales y reservas ecológicas.

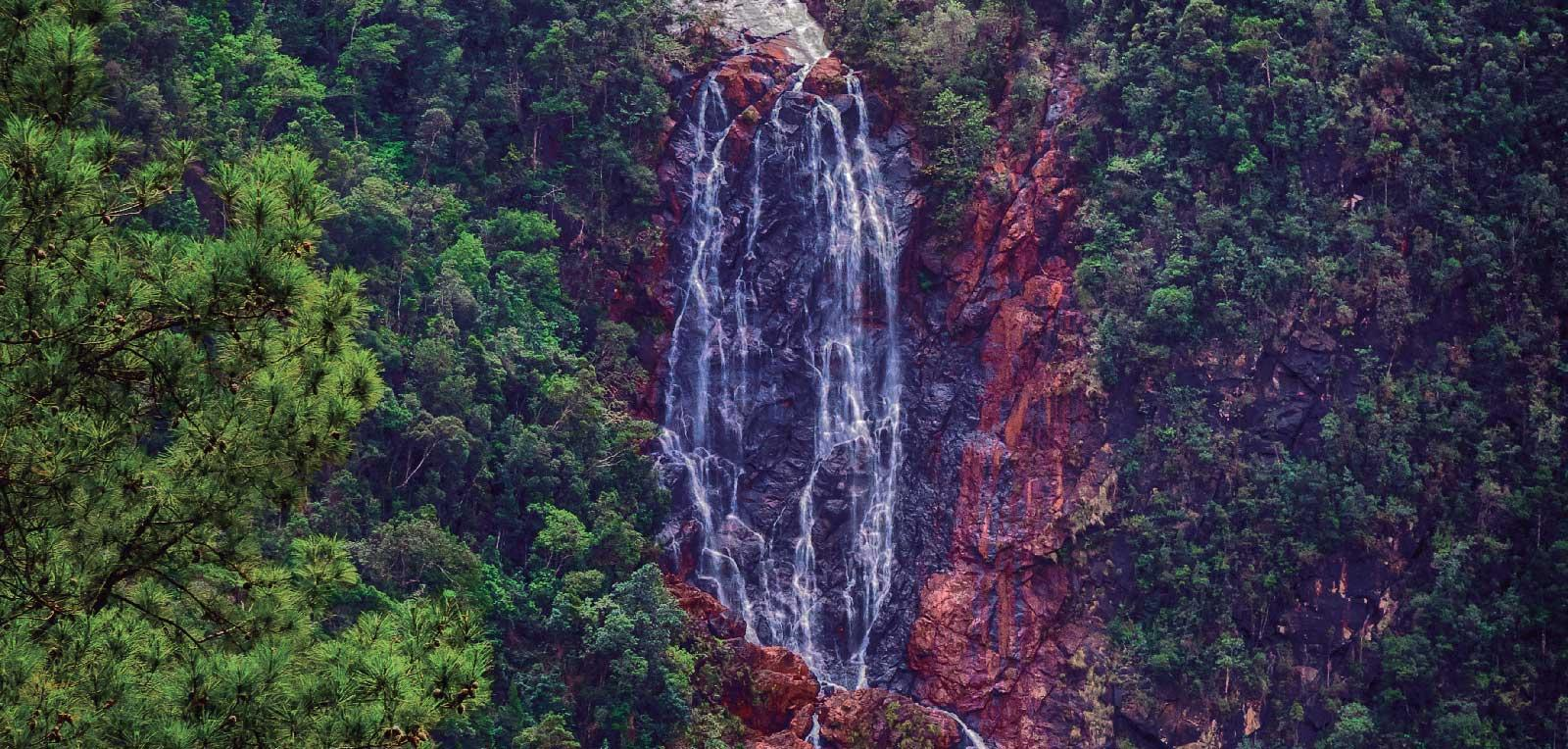
Salto del Guayabo en Mayarí, Holguín.

El territorio holguinero alberga además riquezas naturales y arqueológicas únicas como el Salto del Guayabo, la cascada más alta de Cuba, con dos niveles de caída de agua (85 m y 127 m), situada en la meseta de Pinares de Mayarí, dentro del Parque Nacional La Mensura. Este enclave natural es ideal para el ecoturismo, ya que ofrece senderos que atraviesan bosques tropicales, miradores con vistas panorámicas y pozas naturales propicias para el baño y la observación de flora y fauna endémica.
Por su parte, la Bahía de Nipe, ubicada en la costa norte, no solo es la más grande de Cuba, sino también una de las bahías de bolsa más grandes del mundo. Posee una superficie estimada de casi 26 km² y profundidades superiores a los 70 metros en su canal de entrada, lo que la convierte en un puerto natural de notable importancia histórica, ecológica y económica.

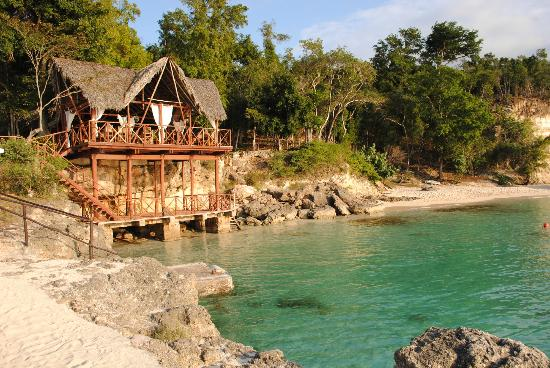
Cayo Saetía.

Justamente, situado en la entrada de la Bahía de Nipe, Cayo Saetía es una de las joyas naturales del turismo cubano. Con una extensión de aproximadamente 42 km², este cayo combina playas vírgenes de arenas blancas con bosques y sabanas que albergan una fauna exótica poco común en el Caribe. En la década de 1970, fue convertido en reserva de caza y centro de conservación, introduciendo especies como cebras, antílopes, búfalos, venados y avestruces, las cuales conviven en semilibertad. Hoy en día, Cayo Saetía es un destino ecoturístico de referencia, con opciones de safaris fotográficos, paseos en jeep y cabalgatas, así como buceo y excursiones náuticas. Su aislamiento geográfico y escaso desarrollo urbanístico han permitido preservar un entorno natural privilegiado, lo que lo convierte en uno de los rincones más exclusivos y singulares del oriente cubano.
En cuanto a la hidrografía, Holguín cuenta con una red fluvial representativa, destacando ríos como el Mayarí, el Sagua de Tánamo y el Cauto en su tramo superior. También dispone de embalses significativos como la presa Cayo Mambí, la presa Gibara y la presa Nipe, esenciales para el riego agrícola y el abastecimiento de agua potable. Una obra de gran impacto en la gestión del recurso hídrico es el trasvase Este-Oeste, uno de los proyectos hidráulicos más ambiciosos del país, diseñado para transferir agua desde zonas húmedas del oriente hacia regiones más secas del occidente provincial. Esta infraestructura ha contribuido significativamente al desarrollo agrícola, urbano y turístico, y a la resiliencia hídrica frente a los periodos de sequía.
Además, la provincia de cuenta con un sistema de cuevas en el municipio de Gibara, destacadas por su valor natural, arqueológico y ecológico. Entre estas se encuentran las cuevas inundadas de Tanque Azul, con profundidades superiores a los 50 m, que albergan especies endémicas como peces ciegos del género denticus. Otra cavidad de relevancia es la Cueva de los Panaderos, que se extiende por más de 3 200 m en un sistema de galerías de hasta cuatro niveles, y es notable por presentar pinturas rupestres precolombinas. Estas cuevas se han convertido en espacios de interés ecológico, científico y turístico moderado dentro de la región.

## Flora y fauna
Posee una notable riqueza biológica, resultado de su diversidad geográfica, climática y ecosistémica. Desde llanuras costeras hasta cadenas montañosas, pasando por zonas boscosas, ríos y áreas semidesérticas, el territorio holguinero alberga una gran variedad de especies endémicas y una biodiversidad de alto valor científico y ecológico.

#### Flora
La flora de Holguín se caracteriza por su diversidad y elevado endemismo. En zonas montañosas como la sierra de Nipe y la sierra de Cristal se encuentran bosques húmedos tropicales, con árboles de gran porte como la caoba, el ocuje, la majagua, el cedro, el almácigo y el jícaro. En estas áreas también prosperan helechos arborescentes y orquídeas, muchas de ellas endémicas.
Una especie emblemática de la flora local es la palma real (Roystonea regia), árbol nacional de Cuba, presente en todo el territorio. También se destaca el drago holguinero (Dracaena cubensis), un árbol endémico extremadamente raro que crece en áreas secas de la provincia.

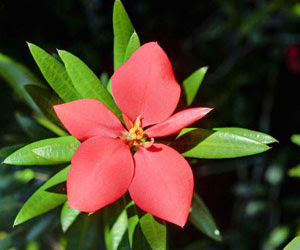
Jazmín del Pinar, Flor de Holguín.

El Jazmín del Pinar (Euphorbia podocarpirolia), de pétalos rojos y hojas alargadas, fue declarado Flor de Holguín en octubre de 1988 por su belleza, exclusividad regional y valor cultural. Descubierta en 1909 en Pinares de Mayarí, fue seleccionada por especialistas del Ministerio de Ciencia, Tecnología y Medio Ambiente, entre cinco especies con características similares. Esta planta endémica forma parte del escudo provincial y, según la historia, su látex fue usado por los mambises contra soldados españoles. Pertenece a la misma familia de la Pascua y la Cardona, por lo que debe manejarse con cuidado.
En las zonas más áridas, especialmente al sur de Gibara y en áreas de Báguanos, se encuentran vegetación xerofítica, con cactáceas, arbustos espinosos y matorrales secos, lo que confiere a Holguín una diversidad ecológica particular dentro del país.

#### Fauna
La fauna es igualmente variada, con numerosas especies de aves, reptiles, mamíferos e insectos. En los ecosistemas montañosos y boscosos habita una fauna típica de los bosques tropicales, incluyendo:
- El tócororo (Priotelus temnurus), ave nacional de Cuba.
- El cartacuba, el negrito y el zunzuncito, considerado el ave más pequeña del mundo.
- Varias especies de murciélagos, lagartos anolis y ranas endémicas.

En áreas protegidas como el Parque Nacional La Mensura y el Parque Nacional Alejandro de Humboldt (que abarca parte del este holguinero), se encuentra el hábitat de especies en peligro como el almiquí (Solenodon cubanus), un raro mamífero insectívoro considerado un “fósil viviente”.
En la costa norte, especialmente en zonas como Gibara, Guardalavaca y Bahía de Naranjo, se observa una notable biodiversidad marina. Estos ecosistemas costeros incluyen manglares, arrecifes coralinos, pastos marinos y playas que son hábitat de moluscos, crustáceos, peces tropicales, y especies protegidas como la tortuga carey.
Holguín alberga también varios refugios de fauna y reservas naturales, entre ellos el Refugio de Fauna Delta del Cauto, el Parque Natural Bahía de Naranjo y el Bioparque Rocazul, dedicados a la preservación de especies autóctonas y al desarrollo de iniciativas de educación ambiental y ecoturismo.

## Situación actual
Al igual que todo el país, Holguín enfrenta una complicada realidad marcada por serias dificultades económicas y sociales. Los constantes apagones afectan la vida cotidiana y limitan la actividad económica, mientras que la escasez de alimentos, medicinas y productos básicos genera malestar en la población. La migración, tanto interna como hacia el exterior, ha provocado un notable éxodo de jóvenes y profesionales, lo que agrava la falta de mano de obra calificada en sectores clave. Todo esto ha contribuido a un clima de creciente insatisfacción social, reflejo de las tensiones que vive el país, en medio de un contexto nacional cada vez más desafiante.

## Economía
La economía de la provincia de Holguín se caracteriza por su notable diversidad productiva y su peso estratégico dentro del panorama nacional cubano. Desde su reconocida riqueza mineral hasta un pujante sector turístico en expansión, Holguín combina industrias tradicionales con nuevas apuestas de desarrollo sostenible. El dinamismo económico en sectores como la energía, la metalurgia, el desarrollo industrial, la construcción y la producción de bienes de consumo, han permitido que la provincia sea considerada uno de los polos industriales y exportadores más relevantes del país.
Aunque en el pasado fue una región eminentemente agropecuaria, esta actividad ha quedado en segundo plano frente al auge industrial y turístico. La producción azucarera, que llegó a contar con 10 centrales en funcionamiento, ha disminuido significativamente, y actualmente solo una parte de estas plantas permanece activa. También se mantienen cultivos de cítricos y tabaco, junto con la actividad pesquera, particularmente en zonas costeras como Gibara y Antilla.

### Minería y energía

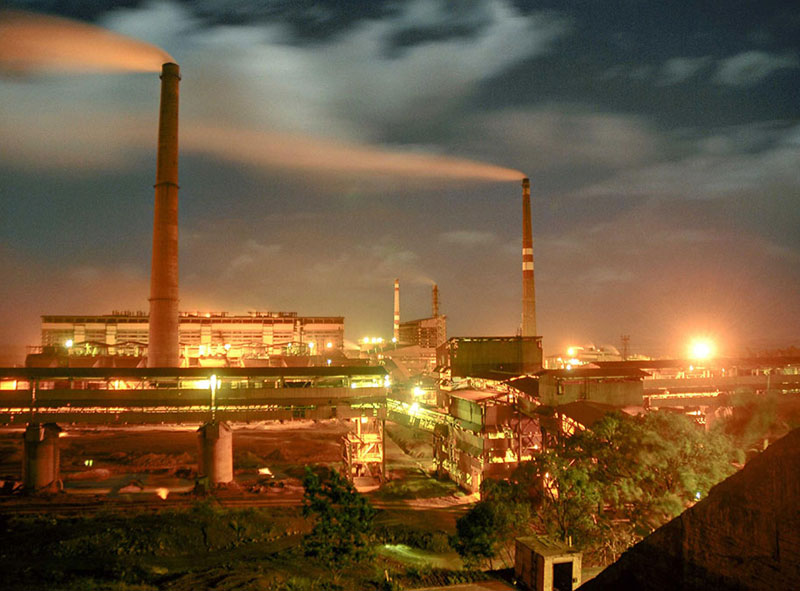
Planta de níquel en Moa.

La provincia de Holguín es uno de los motores industriales de Cuba, destacándose por su minería de níquel y cobalto. Posee una de las tres mayores reservas del mundo, ubicadas en los municipios de Mayarí y Moa, con plantas procesadoras que convierten a la región en el principal exportador nacional y en un actor relevante internacional. Esta actividad minera aporta aproximadamente el 20 % de los ingresos totales por exportación de Cuba, motivo por el que Holguín es conocida como la “Tierra del Níquel”.
Completando este perfil, la Central Termoeléctrica Lidio Ramón Pérez (Felton), en Mayarí, es la segunda con mayor capacidad instalada en el país, con tecnología de dos unidades. A pesar de desafíos operativos frecuentes—como falta de combustible o mantenimiento—, ha sido sometida a planes de rehabilitación para reforzar el sistema eléctrico nacional.
Paralelamente, la costa norte del municipio de Gibara alberga dos parques eólicos, conocidos como Gibara I y Gibara II, que forman parte del programa nacional para el desarrollo de las energías renovables en Cuba. Gibara I, inaugurado en 2008, fue el primer parque eólico construido en el país, marcando un hito en la diversificación de la matriz energética cubana. Tiene una capacidad instalada de 5,1 megawatts, con aerogeneradores de tecnología china. Gibara II se encuentra cerca del primero y aporta otros 4,5 megawatts aproximadamente. Ambos parques han sido diseñados para aprovechar el constante flujo de vientos en esa zona del litoral atlántico, considerada una de las más favorables del país para este tipo de tecnología.
Aunque su capacidad es modesta en comparación con plantas termoeléctricas, los parques eólicos de Gibara contribuyen a la reducción de emisiones de dióxido de carbono, a la sostenibilidad energética de la región oriental, y forman parte del plan nacional que aspira a que el 24 % de la energía cubana provenga de fuentes renovables para 2030. Estos parques también han sido utilizados con fines educativos y de investigación, convirtiéndose en referencia para proyectos similares en otras provincias.
Y siguiendo la ruta de las energías renovables, la provincia ha emprendido la construcción de nuevos parques solares fotovoltaicos con el objetivo de diversificar su matriz energética y reducir la dependencia de combustibles fósiles, aprovechando la alta radiación solar del oriente cubano para generar electricidad limpia. Esto forma parte de un plan nacional para incrementar la generación renovable y contribuir a la sostenibilidad energética del país.

### Industria

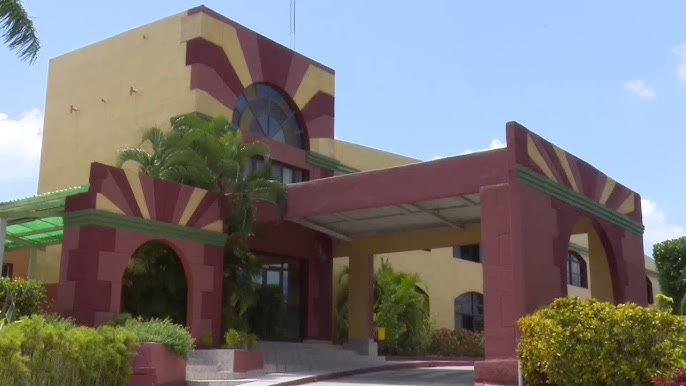
Fábrica de Cigarros Lázaro Peña.

Además del fortalecimiento energético, Holguín ha desarrollado una sólida industria de bienes:
- La Fábrica de Cigarros Lázaro Peña, establecida en la ciudad Holguín, es la mayor planta de producción de cigarros del país. Emplea más de 700 trabajadores y fabrica marcas emblemáticas como Criollos y Aroma, cubriendo aproximadamente el 50 % del consumo nacional de estos productos . A pesar de enfrentar desafíos relacionados con el abastecimiento de insumos y las restricciones económicas, ha logrado mantener una producción sostenida, alcanzando un crecimiento del 1,7 % en 2023 y superando ampliamente su plan anual al cierre de 2022, con cerca de 150 millones de cajetillas entregadas. Reconocida con la condición de Vanguardia Nacional y galardones a la calidad desde 2021, la fábrica trabaja para ampliar sus capacidades hacia la exportación y fortalecer su nivel tecnológico mediante alianzas con empresas del país.[12]
- La Empresa de Tuberías Plásticas Holguín, conocida comúnmente como HolPlast, es una de las tres únicas fábricas de tubos de polietileno de alta densidad (PEAD) del país, inaugurada en 2007. Opera con dos líneas de extrusión de tecnología avanzada para producir tuberías de diámetros que van desde 90 mm hasta 1 000 mm. Sus productos se destinan principalmente a proyectos hidráulicos, agrícolas, turísticos y el Trasvase Este‑Oeste. Ha recibido certificaciones en Calidad, Medio Ambiente, Seguridad y Salud Laboral.
- Cerámica Blanca Holguín es una de las tres fábricas de sanitarios y cerámicas blancas existentes en Cuba. En abril de 2021, inició un ambicioso plan de inversión de 15 millones de pesos para renovar su tecnología —muchas con más de cuatro décadas de uso— y aumentar su producción de 90 000 piezas anuales a 315 000, equivalente a 105 000 juegos de baño. La modernización también busca reducir el impacto ambiental y ampliar la oferta a 3 millones de metros cuadrados de azulejos al año, frente al actual 600 000, incorporando maquinaria extranjera y estándares de calidad internacional.

- La Empresa Mecánica “Héroes del 26 de Julio” (conocida como Holmeca), fue inaugurada el 27 de julio de 1981, con apoyo técnico de Bulgaria, para fabricar implementos agrícolas como arados y gradas. Ocupa una superficie superior a los 300 000 m² y cuenta con talleres de corte, fundición, forja, maquinado, galvanizado y ensamblaje. La fábrica ha crecido hacia la manufactura de maquinaria autopropulsada. Desde 2019 produce transportadores para el arroz (tractolvas y TPA‑7000), incrementando la productividad en un 30 % y reduciendo el consumo de combustible. También ensambló en 2024 los primeros tractores Belarus‑321 (35 HP) importados parcialmente de Bielorrusia, bajo un moderno acuerdo técnico. Holmeca también desarrolla motrices para motores eléctricos locales, equipos de riego, maquinaria ganadera y soluciones para la industria del níquel, con planes de ensamblaje cooperativo de tractores de mayor potencia (60–150 HP) junto a socios chinos.Cervecería Bucanero S. A.

Cervecería Bucanero S. A.

- La Fábrica de Cerveza Bucanero, ubicada en la ciudad de Holguín, es una de las principales industrias cerveceras de Cuba y símbolo del desarrollo industrial del oriente del país. Fundada en 1990 con tecnología proveniente de la antigua República Democrática Alemana (RDA), ha mantenido desde sus inicios una elevada capacidad productiva. En sus instalaciones se elaboran las marcas nacionales más reconocidas: Bucanero, Cristal, Mayabe, Cacique y la Malta Bucanero, las cuales abastecen tanto al mercado interno como a ciertos destinos de exportación. En 2024, la planta fue objeto de una importante ampliación con la incorporación de una nueva línea de embotellado de barriles, resultado de una inversión extranjera de 4 millones de euros. Esta modernización no solo incrementó la capacidad operativa de la fábrica, sino que también reafirmó su posición como una de las más modernas del país en su tipo.

- La Fábrica de Combinadas Cañeras “60 Aniversario de la Revolución de Octubre”, ubicada en Holguín, fue inaugurada en 1977 y se convirtió en la primera planta de su tipo en América Latina. Especializada en la producción de combinadas cañeras (harvestadoras), fabricó unidades del modelo soviético KTP‑1 y KTP‑2, alcanzando más de 600 máquinas anuales en la década de 1980. Con la llegada del “Período Especial”, la fábrica pivotó hacia la reparación y producción de repuestos, pero desde finales de la década de 2010 ha retomado la fabricación de nuevos modelos, incluidos los kombín CCA‑5000 M y CCA‑5500 desarrollados en colaboración con China. En 2021 se completaron las pruebas de validación exitosas de estos equipos, demostrando una capacidad de corte de más de 50 toneladas por hora. La fábrica también produce repuestos, piezas y componentes para el sector cañero, así como maquinaria agrícola complementaria. Mantiene una estrecha colaboración con otras entidades industriales del territorio con el propósito de asegurar encadenamientos productivos y garantizar un ciclo completo desde la manufactura hasta la explotación en campo.
- Ubicada en la ciudad de Holguín, la Torrefactora de Café Reynerio Almaguer es una de las principales plantas procesadoras de café en el oriente cubano. Su función es tostar, moler y envasar el café que se produce en zonas montañosas de la provincia, especialmente en los municipios de Sagua de Tánamo, Mayarí y Frank País. La fábrica ha sido modernizada en varias ocasiones para mejorar su eficiencia y calidad, y produce variedades destinadas tanto al consumo nacional como al turismo.
- La Fábrica de Conservas Turquino, también en la ciudad de Holguín, se dedica a la elaboración de productos derivados de frutas, vegetales y otros alimentos procesados. Produce mermeladas, purés, jugos y conservas enlatadas que abastecen principalmente el mercado local e instituciones como escuelas y hospitales. Ha enfrentado retos con el suministro de materias primas, pero sigue siendo un punto importante dentro de la industria alimentaria provincial.Poligráfico José Miró Argenter.

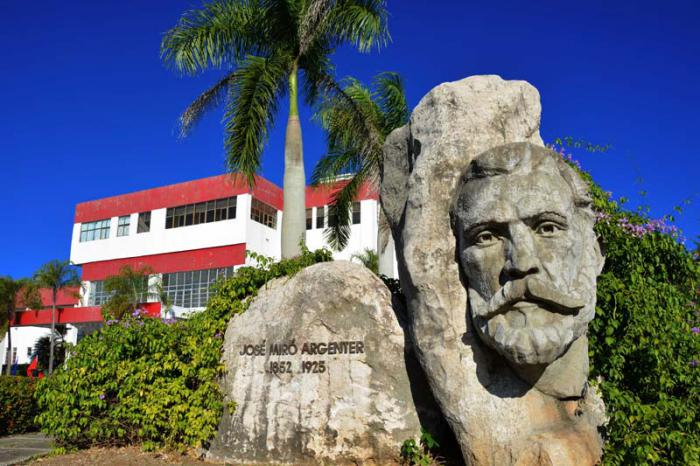
Poligráfico José Miró Argenter.

- El Poligráfico José Miró Argenter, nombrado en honor al general mambí y destacado cronista de las guerras de independencia, es uno de los principales centros de impresión del oriente cubano. Desde sus instalaciones en la ciudad de Holguín, asume la impresión de la prensa escrita de varias provincias orientales, además de una amplia gama de materiales educativos y oficiales. Entre sus producciones habituales se encuentran libros de texto, cuadernos escolares, publicaciones periódicas y documentos institucionales. Asimismo, ha desempeñado un papel clave en campañas nacionales, imprimiendo boletas electorales, afiches y otros soportes propagandísticos o informativos de gran circulación.
- En Gibara, la Hilandería Inejiro Asanuma (Gihilan), fundada en 1961 por iniciativa del Che Guevara, produce hilos de algodón para el hogar y hospitales. Esta fábrica, pionera en la industria textil del país, ha sido reconocida por su calidad, gestión ecológica y adopción de tecnologías de economía circular.[13]

### Agricultura y pesca
La agricultura y la pesca siguen siendo actividades esenciales en determinadas zonas del territorio, aunque con menor peso económico que en décadas anteriores. Persisten cultivos importantes como los cítricos y el tabaco, este último con fuerte arraigo en varias zonas de la provincia por su calidad y tradición artesanal.
Uno de los referentes históricos en el ámbito agrícola es la localidad de Velasco, en el municipio de Gibara, conocida en el pasado como “el granero de Cuba” por la magnitud y calidad de sus producciones agroalimentarias. Aunque actualmente las cosechas han disminuido significativamente debido a la crisis económica, la zona conserva un potencial productivo notable y una cultura agrícola profundamente enraizada.
Por su parte, el municipio Calixto García destaca como una zona tradicionalmente ganadera, con extensas áreas dedicadas a la cría de vacunos, tanto para carne como para leche, así como otras especies menores. Esta actividad sigue siendo una fuente importante de ingresos y empleo rural en la región.
En cuanto a la pesca, esta se mantiene especialmente activa en las zonas costeras, como Gibara y Antilla, donde muchas familias dependen de la captura artesanal de especies marinas para su sustento y comercialización local. Estos municipios cuentan con pequeños puertos pesqueros, mercados de mariscos y una cultura marinera que forma parte de la identidad de sus comunidades.

### Turismo

Hotel en Guardalavaca.

El turismo constituye uno de los pilares emergentes más dinámicos de la economía holguinera, con una infraestructura consolidada en la costa norte y un creciente interés por sus paisajes, patrimonio y cultura. Destacan los polos turísticos de Guardalavaca, Playa Esmeralda y Playa Pesquero, conocidos internacionalmente por sus aguas cristalinas, arenas blancas y complejos hoteleros de alto estándar, gestionados por cadenas extranjeras como Iberostar, Meliá o Blue Diamond. Estas zonas cuentan con una red de servicios que incluye excursiones, centros comerciales, marinas, vida nocturna y propuestas culturales.
En los últimos años, se ha proyectado el desarrollo turístico de la Península de Ramón de Antilla, un enclave geográfico estratégico entre la Bahía de Nipe y la de Banes, que ostenta la categoría de Paisaje Natural Protegido. Sus playas vírgenes, su flora costera y los ecosistemas marinos la posicionan como un nuevo foco de inversión turística nacional e internacional, promovido por entidades como el Grupo Gaviota.
El turismo de naturaleza y arqueológico también ocupa un lugar destacado. El Salto del Guayabo, dentro del Parque Nacional La Mensura, y el Cayo Saetía, con su fauna exótica y playas desiertas, ofrecen al visitante experiencias de ecoturismo, safari y contemplación del entorno. Por su parte, el Parque Monumento Nacional Bariay, señalado como el sitio donde desembarcó Cristóbal Colón en 1492, conecta al visitante con la historia del encuentro entre el Viejo y el Nuevo Mundo, enmarcado en una reserva paisajística protegida.
Además, Holguín apuesta por el turismo cultural y urbano. La ciudad capital, con su Loma de la Cruz, el Centro Histórico, la Plaza de la Marqueta y espacios como La Periquera y el Teatro Eddy Suñol, acoge eventos culturales de proyección internacional como las Romerías de Mayo, que atraen cada año a artistas y jóvenes de todo el mundo.
Este panorama turístico diverso y en expansión convierte a Holguín en una de las provincias cubanas con mayor proyección para la diversificación del turismo, combinando sol y playa, naturaleza, historia y cultura.

#### Turismo nacional
Además del turismo internacional que se concentra en polos como Guardalavaca, Playa Pesquero y Playa Esmeralda, la provincia cuenta con una intensa actividad de turismo nacional, donde tanto residentes holguineros como visitantes de otras provincias cubanas disfrutan de las numerosas playas, zonas naturales y alojamientos económicos disponibles en la región.

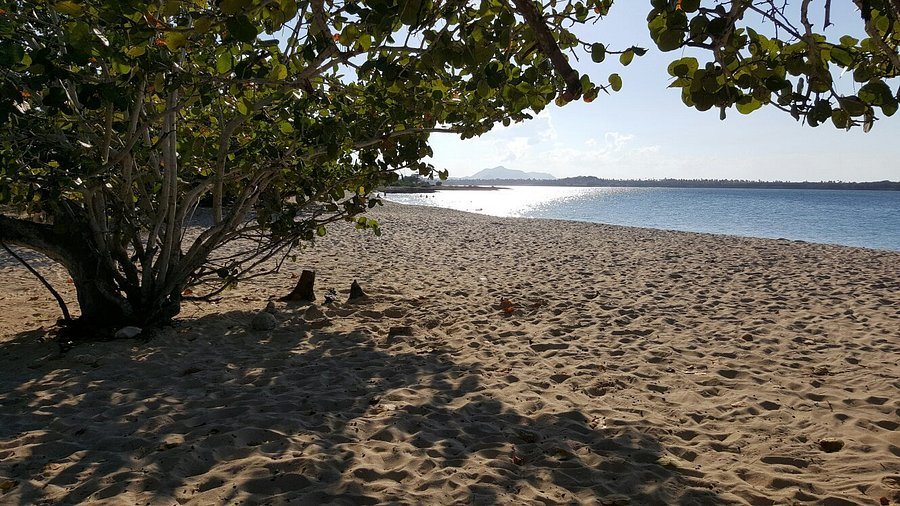
Playa Blanca en Rafael Freyre, Holguín.

###### Entre las playas más populares entre los cubanos destacan:
- Playa Blanca, en el municipio Rafael Freyre, es muy popular por su belleza natural, amplitud y por contar con instalaciones de Campismo Popular y ofertas gastronómicas variadas.
- Playa Don Lino, también en Rafael Freyre, es otro destino conocido, aunque con menor infraestructura y menor ofertas y servicios. Aquí opera un hotel, pero su ocupación es mayormente de turismo internacional.
- Playa Caletones, en el municipio de Gibara, es un sitio costero y alejado que goza de gran popularidad con su estilo rústico. Uno de sus mayores atractivos son sus pozas naturales de agua salobre, formadas en la piedra caliza por la acción del mar. Estas pequeñas piscinas naturales, de formas irregulares, ofrecen una experiencia singular, ya que combinan el agua del mar con afloramientos subterráneos. Son ideales para refrescarse y tomarse fotos. Además, el lugar tiene un valor ecológico significativo por su cercanía con cuevas, manglares y zonas de interés geológico.
- Morales, en Banes, es una playa de aguas tranquilas y poca profundidad, ideal para familias y grupos de amigos.
- Playa La Herradura, está ubicada en la vecina provincia de Las Tunas, pero es muy frecuentada por holguineros del occidente de la provincia por su cercanía y ambiente acogedor.

Los Campismos Populares son una modalidad de turismo muy demandada entre los cubanos, caracterizada por ofrecer alojamientos económicos en entornos naturales. Esta forma de turismo nació en Cuba en la década de 1980 como parte de un proyecto estatal para fomentar el esparcimiento familiar y el contacto con la naturaleza. En Holguín, existen 11 bases de campismo, las cuales son especialmente visitadas durante los meses de verano, feriados y fines de semana largos. Los más populares son:
- Villa Cromita, en el municipio Moa, enclavada entre montañas y vegetación, es ideal para los amantes del turismo de naturaleza.
- Campismo Playa Blanca, en Rafael Freyre, combina la experiencia del alojamiento rústico con el acceso directo a la playa del mismo nombre.
- El Vaquero, conocido por su entorno natural, se encuentra cerca del poblado de Floro Pérez y destaca por su arboleda y piscina.
- Río Cabonico, fundado en 1981, se encuentra ubicado cercano a la localidad Levisa, en el municipio Mayarí.
- Silla de Gibara, también en Rafael Freyre, ofrece vistas espectaculares y un entorno tranquilo en contacto con las montañas.
- También hay otras opciones como el campismo La Güira, en Mayarí, o Las Calabazas, entre Holguín y Cacocum, que atienden tanto a visitantes locales como a excursionistas de paso.

Además de las playas y campismos, muchos holguineros y cubanos en general visitan ríos, presas y zonas rurales para disfrutar de picnics, senderismo y actividades al aire libre. El turismo nacional en Holguín se caracteriza por su espíritu familiar y comunitario, donde predominan las escapadas de bajo costo, la recreación colectiva, y el disfrute del patrimonio natural y cultural que ofrece esta provincia del oriente cubano.

## Medios de comunicación
La provincia cuenta con una diversa red de medios de comunicación que incluye televisión, radio y prensa escrita, desempeñando un papel fundamental en la difusión de información y la promoción de la identidad cultural local. 

### Televisión

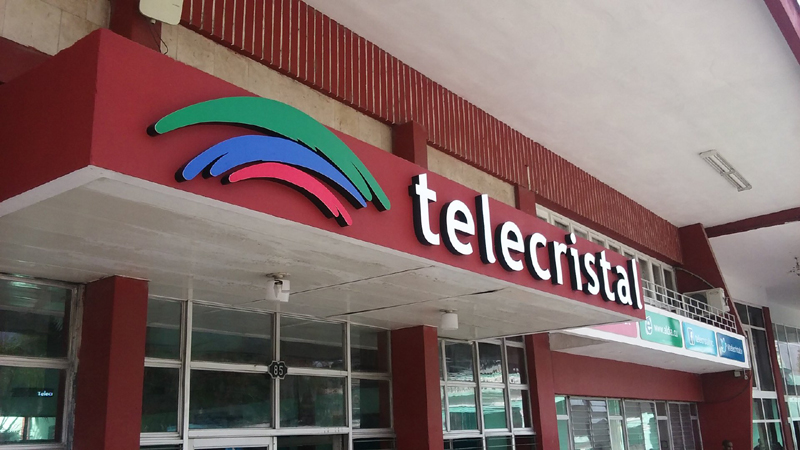
Sede de TeleCristal, en la ciudad de Holguín.

El principal canal televisivo de la provincia es TeleCristal, fundado el 5 de diciembre de 1976. Este telecentro, como se le conoce en el país, transmite de lunes a viernes en horarios de 12:00 m. a 1:00 p. m. y de 5:00 p. m. a 6:30 p. m., ofreciendo una programación variada que incluye noticias, programas culturales y espacios de entretenimiento. Además, están activos los telecentros Gibaravisión (de Gibara) y MoaTV (de Moa), que ofrecen programación informativa y cultural con identidad local. 

### Radio
Una amplia red de emisoras radiales cubren tanto el ámbito provincial como municipal. Radio Angulo (CMKO) es la emisora provincial, con una programación de 24 horas, centrada en la información, el entretenimiento y el análisis de temas de interés para la población holguinera.
Además, existen emisoras municipales que reflejan la diversidad cultural y social de la provincia, como: 
- Radio Holguín (CMKE): Emisora municipal de la capital provincial.
- Radio Juvenil (CMKD): Emisora del municipio de Calixto García.
- Radio SG – La Voz del Azúcar: Emisora del municipio de Urbano Noris.
- Radio Banes (CMKH): Emisora del municipio de Banes.
- Radio Gibara — La voz del Atlántico: Emisora del municipio de Gibara.
- Radio Mayarí: Emisora del municipio de Mayarí.
- La Voz del Níquel (CMKF): Emisora del municipio de Moa.
- Radio Ecos de Sagua: Emisora del municipio de Sagua de Tánamo.

Estas emisoras ofrecen una programación variada que incluye noticias, música, programas educativos y espacios dedicados a la promoción de la cultura local. 

### Prensa escrita
La tradición periodística en Holguín se remonta al siglo XIX, con la aparición de publicaciones como La Luz, fundada el 29 de marzo de 1862, considerada el primer periódico de la región y actualmente, sello de la Asociación Hermanos Saíz, y que se ha consolidado como una de las editoriales más importantes del país dedicadas a promover la obra de jóvenes escritores cubanos. Además, Cuadernos Papiro es una editorial única en Cuba, que se especializa en la creación de libros artesanales mediante técnicas tradicionales como la impresión tipográfica y el uso de papel hecho a mano, combinando literatura y arte en piezas de alto valor cultural y patrimonial. 
Sin embargo, el principal medio de prensa escrita en la provincia es el periódico ¡Ahora!, fundado el 29 de marzo de 1962. Este semanario ofrece cobertura de noticias locales, nacionales e internacionales, y cuenta con una versión digital que incluye contenidos multimedia como imágenes, audio y video. 

## Salud
El sistema de salud pública en la provincia sigue el modelo nacional cubano, basado en la atención médica gratuita y universal, con énfasis en la prevención, el control epidemiológico y la promoción de estilos de vida saludables.

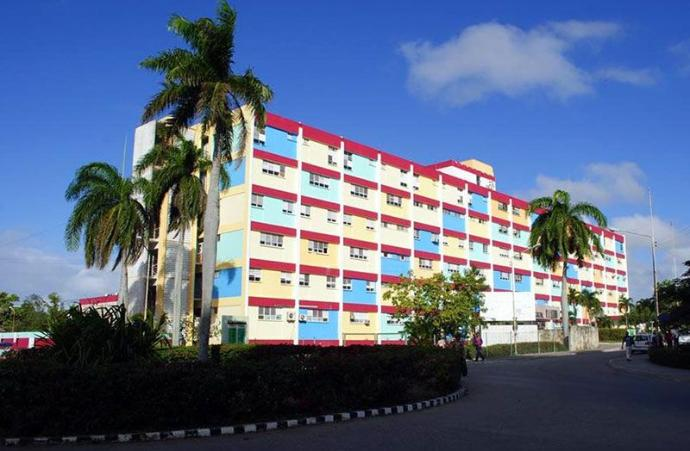
Hospital General Docente Vladimir Ilich Lenin, en la ciudad de Holguín.

Los principales centros de salud son:
- Hospital General Docente Vladimir Ilich Lenin, ubicado en la ciudad de Holguín, es uno de los más importantes de la región oriental de Cuba, con servicios en diversas especialidades médicas y quirúrgicas.
- Hospital Pediátrico Octavio de la Concepción y de la Pedraja, especializado en la atención infantil.
- Hospital Clínico Quirúrgico Lucía Íñiguez Landín, también en la cabecera provincial, con énfasis en cirugía y servicios clínicos especializados.
- Hospital Psiquiátrico Provincial de Holguín, especializado en la atención a las personas con padecimientos de salud mental.
- Centro de Investigación y Rehabilitación de las Ataxias Hereditarias (CIRAH), ubicado en la ciudad de Holguín, es un centro especializado en la atención médica, rehabilitación e investigación de las ataxias hereditarias, especialmente la Ataxia Espinocerebelosa tipo 2 (SCA2), prevalente en la región. Fundado en el año 2000, brinda tratamiento multidisciplinario a pacientes con enfermedades neurodegenerativas y desarrolla estudios genéticos, clínicos y terapéuticos. Es el único de su tipo en Latinoamérica y ha establecido vínculos de colaboración con instituciones internacionales.[16]

En todos los municipios existe al menos un hospital municipal y una red de policlínicos comunitarios, que brindan atención médica básica, campañas de vacunación, seguimiento a embarazadas y programas preventivos.
En los alrededores de la ciudad de Holguín existen dos establecimientos especializados en rehabilitación, conocidos como la Villa El Cocal y la Villa El Quinqué. La Clínica Villa El Cocal, ubicada en la carretera hacia Bayamo (km 781), es reconocida por su programa terapéutico integral en comunidad, dirigido a personas con adicciones a drogas fuertes, fármacos y alcohol. Cuenta con habitaciones o cabañas equipadas, gimnasio, piscina, restaurante y un equipo multidisciplinario, que acompañan al paciente y su familia durante el proceso de tratamiento bajo voluntariedad. De forma complementaria, la Villa El Quinqué, ubicada en el kilómetro 777 de la misma carretera, ofrece un programa terapéutico similar de 97 días mínimo, estructurado también como comunidad terapéutica. Ambos centros forman parte del sistema de salud pública especializado en adicciones en la provincia y son gestionados por Cubanacán, atendiendo incluso a pacientes internacionales bajo condiciones contractuales específicas.
El futbolista Diego Armando Maradona eligió uno de estos centros para iniciar su recuperación de la adicción a la cocaína en enero de 2000, buscando discreción, condiciones médicas adecuadas y una atmósfera alejada del escrutinio mediático.
Holguín también cuenta con una Facultad de Ciencias Médicas, donde se forman profesionales cubanos y extranjeros en medicina, estomatología, enfermería y tecnología de la salud.

## Educación
La provincia cuenta con una estructura educativa que incluye desde la educación básica hasta la formación de nivel superior, con instituciones clave que responden a las necesidades locales y del país.

### Universidad de Holguín "Oscar Lucero Moya"

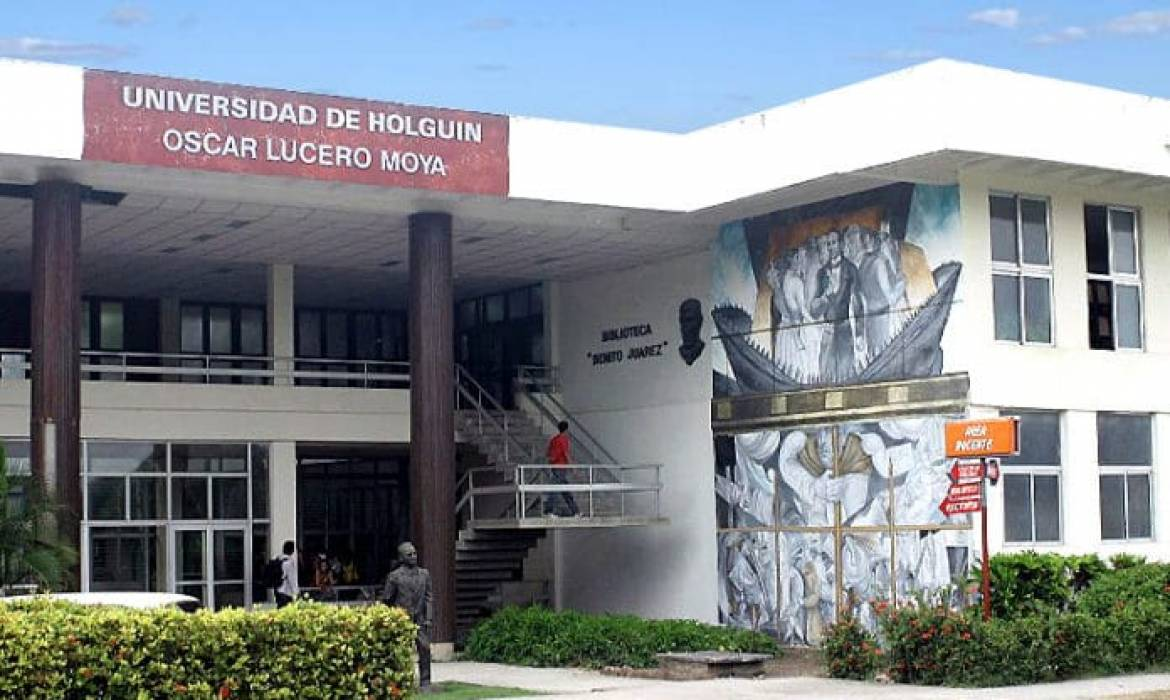
Universidad de Holguín Oscar Lucero Moya.

La Universidad de Holguín, fundada en 1973, esta universidad pública tiene dos campus principales —Oscar Lucero Moya y Celia Sánchez Manduley—, 8 facultades y una oferta de 19 carreras, atendiendo a alrededor de 4 300 estudiantes. Cuenta con destacada actividad en educación superior, formación de docentes y contribuye a la investigación local, con proyectos vinculados a la Agenda 2030 y desarrollo sostenible.

### Universidad de Moa "Dr. Antonio Núñez Jiménez"
Originalmente el Instituto Superior Minero-Metalúrgico de Moa (ISMMM), fue creado en 1976 como filial de la Universidad de Oriente para formar profesionales en geología, minería, metalurgia e ingeniería química. En 1998 adoptó su nombre actual. Ubicada en Moa, dispone de tres facultades —Metalurgia y Electromecánica, Geología y Minería, Ciencias Sociales y Económicas— y es la principal institución del país en la rama geólogo-minero-metalúrgica. En 2018 fue certificada por la Junta de Acreditación Nacional y actualmente ofrece programas de posgrado, incluyendo maestrías y doctorados en minería, metalurgia, geología y electromecánica.

### Facultad de Ciencias Médicas''Mariana Grajales''
Esta es una institución de educación superior encargada de la formación de profesionales de la salud. Fundada en 1979, forma parte de la Universidad de Ciencias Médicas de Cuba y ofrece carreras como Medicina, Estomatología, Enfermería, Psicología, y Tecnología de la Salud. Además de estudiantes cubanos, la facultad ha acogido a cientos de alumnos de diversas nacionalidades, especialmente de América Latina, África y Asia, como parte de los programas de colaboración médica internacional del país.

### Escuela Profesional de Artes Plásticas El Alba
La Escuela Profesional de Artes Plásticas El Alba, ubicada en la ciudad de Holguín, fue fundada el 28 de enero de 1961, originalmente como Escuela Taller “Pepa Castañeda”. Desde la década de los 80 adoptó su nombre actual y se consolidó como un centro de formación artística de carácter regional, recibiendo estudiantes de Holguín, Guantánamo, Granma y Las Tunas. La institución ofrece especialidades como pintura, escultura, grabado, arte digital y nuevos medios, con un enfoque integral que combina teoría y práctica.

### Escuela de Iniciación Deportiva Escolar (EIDE)
La EIDE Pedro Díaz Coello es la institución formadora de atletas de la provincia. Fundada en la década de 1970, esta escuela ha sido clave en el desarrollo del deporte en la región, preparando a niños y adolescentes con aptitudes para diferentes disciplinas, como el atletismo, el béisbol, el boxeo, el judo, la lucha, la gimnasia y otros deportes. A lo largo de los años, la EIDE ha contribuido al surgimiento de destacados atletas holguineros que han integrado equipos nacionales y participado en eventos internacionales.

#### Educación general y vocacional
En Holguín también funcionan numerosas escuelas técnicas, centros de educación media superior y policlínicas universitarias como parte de la estrategia de vinculación entre universidad y sociedad.

## Deportes
La práctica del deporte en la provincia de Holguín tiene una fuerte presencia en la vida social y cultural del territorio, con resultados notables en varias disciplinas tanto a nivel nacional como internacional. El sistema deportivo holguinero se apoya en una amplia red de instalaciones, escuelas deportivas, combinados y áreas comunitarias que fomentan la formación de atletas desde edades tempranas.

### Béisbol

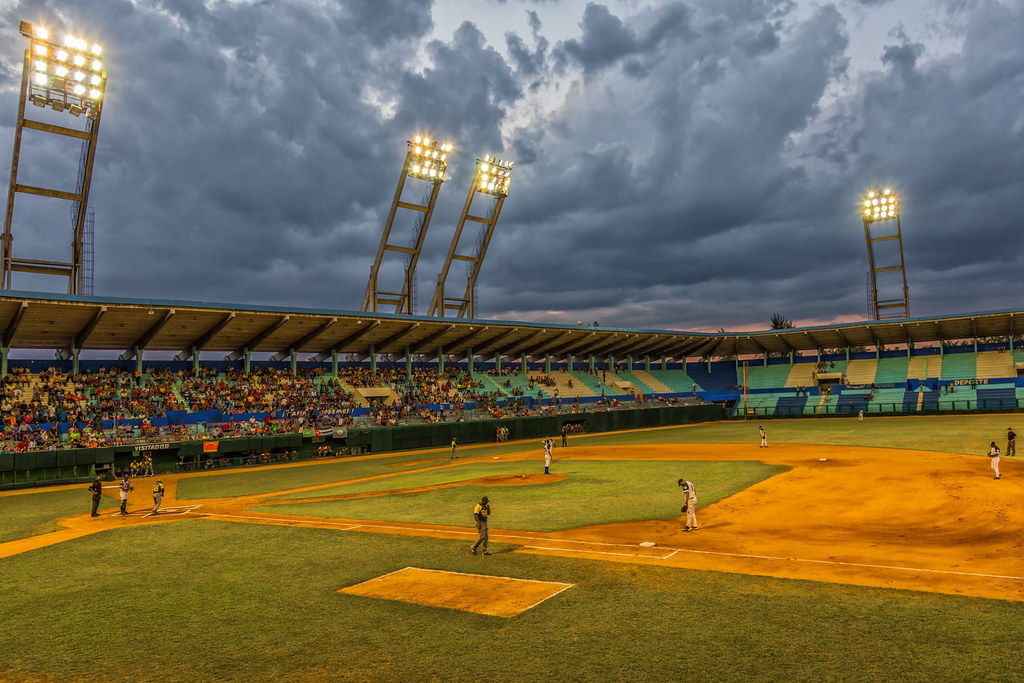
Estadio Calixto García en la ciudad de Holguín.

El béisbol es el deporte más popular en la provincia, y el equipo Holguín, conocido como los Cachorros, representa al territorio en la Serie Nacional de Béisbol. Su mayor logro histórico fue la conquista del campeonato nacional en la temporada 2002-2003, bajo la dirección de Héctor Hernández, un hecho que marcó un hito en el deporte holguinero. Desde entonces, el equipo ha mantenido resultados discretos en la liga, siempre con el respaldo de una afición apasionada, que asiste al Estadio Calixto García, sede del equipo local.

### Estadio Mayor General Calixto García
Este recinto está ubicado en la ciudad de Holguín, y es el principal centro deportivo de la provincia. Inaugurado en la década de 1970, cuenta con una capacidad aproximada para 30 000 espectadores, y ha sido escenario de importantes encuentros del campeonato nacional cubano, así como de otros eventos deportivos y culturales.
El juego inaugural fue entre el equipo anfitrión y el de Villa Clara, vencedor 1x0, en el marco de la XVIII Serie Nacional de Béisbol. La moderna instalación, realizada a un costo superior a los 6 millones de pesos, cuenta con 14 puertas de entrada, 10 torres de iluminación, 1584 butacas, posee dormitorios para 400 atletas, 15 baños, sala de enfermería, fisioterapia, 18 servicios sanitarios, sala de prensa, 4 cabinas de transmisión para la radio y la televisión, 3 salones de reuniones y varios locales para la gastronomía. Siendo uno de los pocos del país con gradas a todo su alrededor, es considerado a menudo, el más cuidado y con mejores condiciones de drenaje.

### Museo del Deporte
El Museo del Deporte de Holguín, fundado el 10 de febrero de 1979, es una singular institución cultural situada dentro del estadio de béisbol Mayor General Calixto García Íñiguez, siendo el único museo deportivo de Cuba ubicado en un estadio. Expone alrededor de un centenar de piezas relacionadas con el deporte como trofeos, premios, uniformes, medallas, implementos deportivos, fotos y otras pertenencias de glorias del deporte de esta provincia, obtenidos principalmente a través de donaciones, préstamos o custodias.
Entre sus objetos más destacados se encuentran el trofeo del campeonato nacional de béisbol obtenido por el equipo de Holguín en 2002, un cinturón de campeón mundial del boxeador Mario Kindelán, y medallas olímpicas de figuras como Odalys Revé, Ángel Matos y Legna Verdecia. El museo busca modernizarse según estándares internacionales de museología, priorizando la conservación preventiva y la actualización de sus guiones expositivos.
La Escuela de Iniciación Deportiva Escolar (EIDE) Pedro Díaz Coello desempeña un papel esencial en la formación de talentos deportivos en la provincia, al igual que la Facultad de Cultura Física Manuel Piti Fajardo, perteneciente a la Universidad de Holguín. Estas instituciones contribuyen al desarrollo integral de los atletas, combinando estudios y entrenamiento de alto rendimiento.
Además del béisbol, la provincia ha demostrado fuerza en disciplinas como el boxeo, el atletismo, la lucha libre, el judo, el ajedrez y el voleibol, tanto en rama masculina como femenina. Holguín ha sido cantera de reconocidos atletas que han representado a Cuba en Juegos Panamericanos, Olímpicos y Campeonatos Mundiales.

### Deportistas notables:
- Amador Rodríguez Céspedes: Gran Maestro de la FIDE.
- Aníbal Vaillant González: Destacado softbolista.
- Ángel Valodia Matos: Medallista olímpico en taekwondo.
- Bexy Yelena Claro: Destacada baloncestista, contratada en el extranjero.
- Claudia Lores: Destacada en Béisbol 5.
- Isam Reynaldo Ortiz Suárez: Gran Maestro de la FIDE desde 2011.
- José Emilio Lamarque: Leyenda del béisbol con los Cachorros de Holguín.
- Legna Verdecia: Medallista olímpica en judo, con un oro en Sídney 2000.
- Leonel Suárez: Medallista olímpico en decatlón, con un bronce en Beijing 2008.
- Leuris Pupo: Medallista olímpico en tiro, con un oro en Londres 2012.
- Lisandra Llaudy Pupo: Maestro Internacional Femenino de ajedrez.
- Mario Kindelán: Primer bicampeón olímpico individual de Holguín, en boxeo.
- Sheila Hernández: Subcampeona mundial de parajudo.
- Ulicer Aguilera Cruz: Recordista parapanamericano en lanzamiento de jabalina.
- Walter Arencibia Rodríguez: Gran Maestro Internacional de ajedrez.
- Yalennis Castillo: Medallista olímpica en judo, con una plata en Beijing 2008.
- Yanelis Silva: Tenista de mesa, reconocida en deportes para discapacitados.

- Yordan Manduley: Jugador de béisbol.

Aroldis Chapman, lanzador zurdo nacido en 1988 en el municipio holguinero de ''Frank País'', es uno de los peloteros cubanos más reconocidos internacionalmente. Debutó en las Grandes Ligas en 2010 con los Cincinnati Reds y ha jugado también para equipos como los New York Yankees y los Kansas City Royals. Es conocido por su poderosa recta, y ostenta el récord del lanzamiento más rápido en la historia de la MLB, registrado a 105.8 mph (170.3 km/h) el 24 de septiembre de 2010, reconocido por Guinness World Records. Chapman ha sido varias veces All-Star y ganó la Serie Mundial en 2016 con los Chicago Cubs.

## Cultura
Holguín posee una rica vida cultural, sustentada en una amplia tradición artística y un dinamismo institucional que ha convertido a esta región en uno de los centros culturales más activos del país. La cultura holguinera se expresa en la música, las artes visuales, la literatura, el teatro, la danza y las tradiciones populares, con una fuerte influencia tanto española como africana, además de elementos autóctonos.
Entre las manifestaciones culturales más relevantes destaca la música tradicional, en particular el son, la guaracha, la trova y las congas populares. Holguín también ha sido cuna de importantes trovadores contemporáneos y promotores del movimiento de la Nueva Trova Cubana. En las artes visuales, la provincia cuenta con una activa comunidad de pintores, escultores y fotógrafos, así como galerías de arte en la capital y en varios municipios.
La literatura tiene un espacio destacado con talleres literarios, publicaciones locales y una activa red de escritores que participan en ferias del libro y certámenes nacionales. En el teatro, la ciudad acoge agrupaciones como el grupo dramático holguinero, que desarrolla propuestas innovadoras en el ámbito escénico.

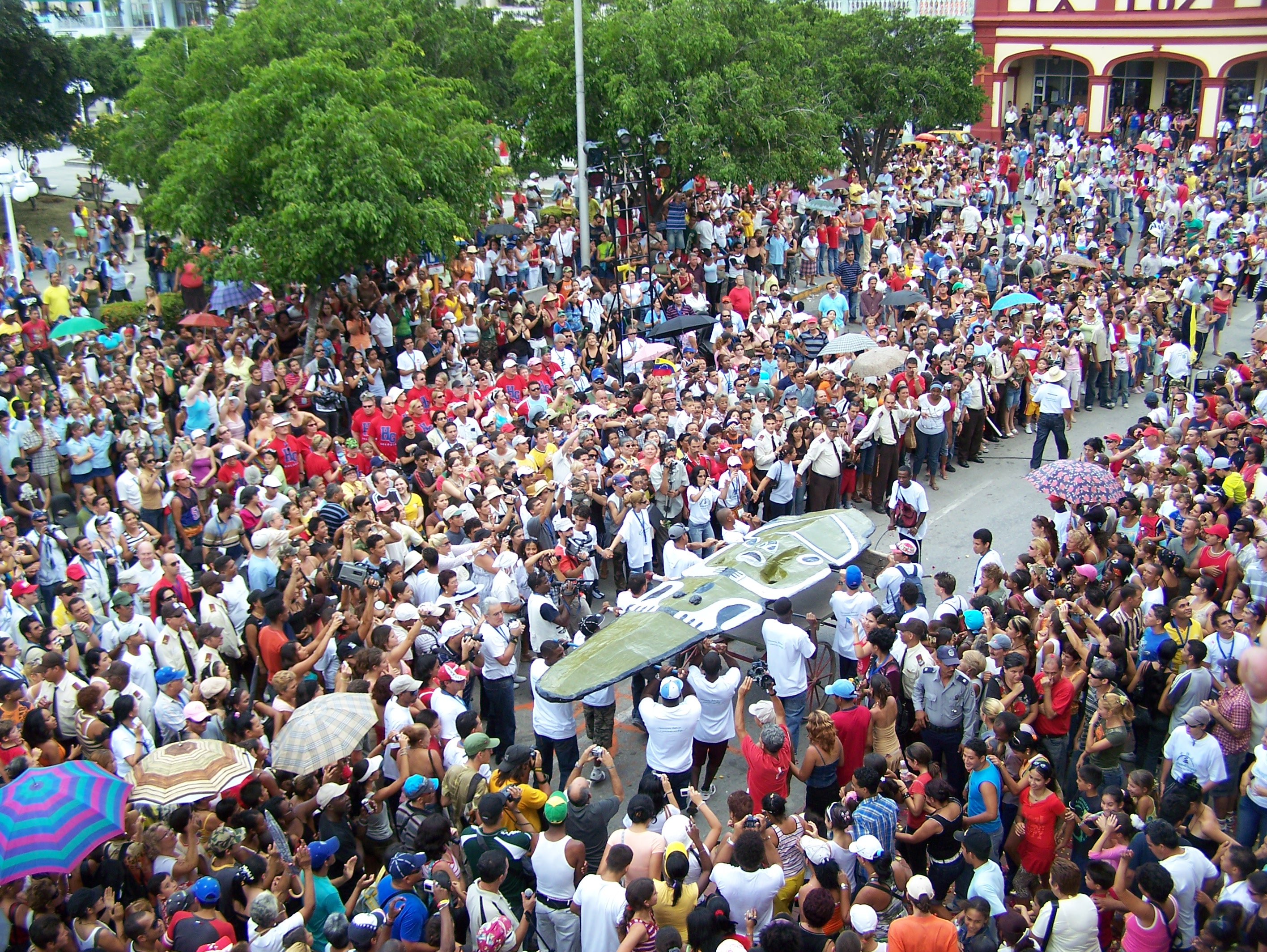
Celebración en Romerías de Mayo.

Uno de los eventos culturales más importantes del país se celebra anualmente en Holguín: las Romerías de Mayo, un festival internacional que reúne a artistas jóvenes de todo el mundo en una amplia gama de manifestaciones artísticas y académicas. Otro evento notable es la Fiesta de la Cultura Iberoamericana, que tiene lugar cada octubre y promueve el diálogo entre las culturas ibéricas y latinoamericanas.
El Festival Internacional de Cine de Gibara, conocido también como Festival de Cine Pobre, es uno de los eventos cinematográficos más singulares y emblemáticos de Cuba. Fundado en abril de 2003 por el cineasta Humberto Solás, se celebra cada año en la pintoresca villa costera de Gibara, y combina proyecciones con actividades culturales, artísticas y comunitarias.
El festival se distingue por su ambiente festivo y participativo: se llevan a cabo exhibiciones al aire libre, conciertos, exposiciones, talleres y paneles teóricos. Incluye eventos como Mini Giba (dedicado al público infantil) y conversatorios sobre cine y género, además de instancias creativas como mural comunitario y teatro callejero.

En la provincia destacan instituciones culturales de gran prestigio como la Compañía de Teatro Lírico Rodrigo Prats, una de las tres más importantes de Cuba, la cual ha mantenido viva la tradición de la zarzuela, la ópera y la opereta desde 1962, con un repertorio que abarca desde clásicos cubanos hasta obras internacionales. La centenaria Orquesta Avilés, fundada en 1882, es la agrupación de música popular en activo más antigua de Cuba y Latinoamérica, y ha sido protagonista de la historia musical del país. A su vez, Codanza, fundada en 1993 por la coreógrafa Maricel Godoy, se ha consolidado como una de las compañías más innovadoras de danza contemporánea en Cuba, con presentaciones de alto nivel dentro y fuera del país. Estas instituciones reflejan el compromiso de Holguín con las artes escénicas y su posición destacada en el panorama cultural nacional.

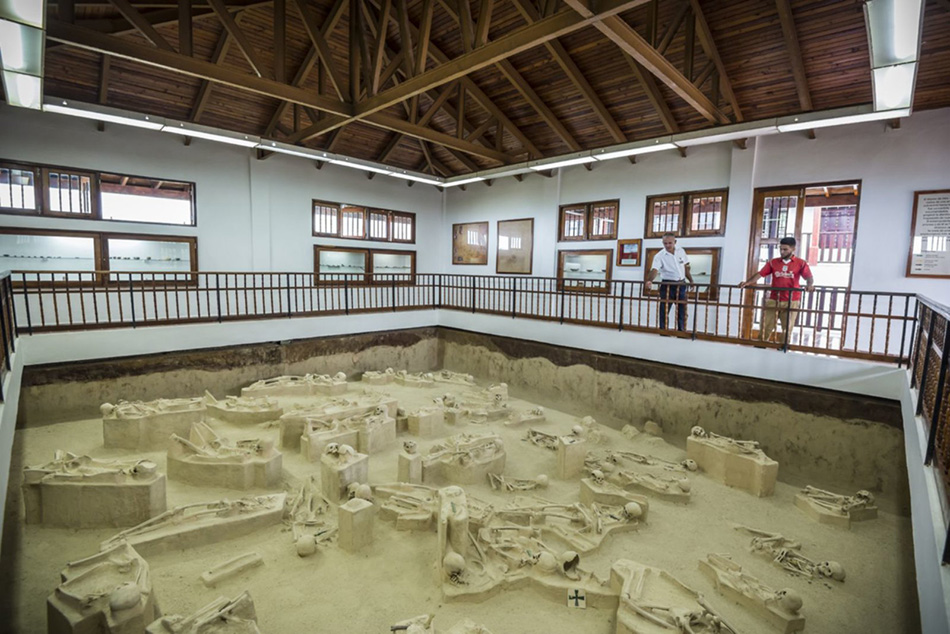
Chorro de Maíta, en el municipio de Banes.

El Museo Chorro de Maíta, ubicado en el municipio de Banes, es uno de los sitios arqueológicos más importantes del Caribe. Inaugurado en 1990 y declarado Monumento Nacional en 1991, exhibe hallazgos de una antigua aldea indígena que existió desde el año 800 d. C. Entre sus tesoros destacan cerámicas, utensilios y el mayor cementerio de alfareros descubierto en Cuba, con 108 enterramientos. El museo fue construido sobre el propio sitio excavado, permitiendo a los visitantes observar los restos en su ubicación original.
Instituciones como la Casa de la Cultura Manuel Dositeo Aguilera, la Casa de la Cultura Iberoamericana, la Biblioteca Provincial Álex Urquiola, el Centro Provincial de Artes Plásticas, el teatro Eddy Suñol y el sistema de casas de cultura en los municipios, juegan un papel fundamental en la promoción cultural a nivel comunitario.

### Casa natal de Fidel y Raúl Castro
En la localidad de Birán, municipio de Cueto, se encuentra el Conjunto Histórico de Birán, que incluye la casa natal de Fidel (1926–2016) y Raúl Castro Ruz (n. 1932). La vivienda original, construida entre 1914 y 1917 en madera y zinc, fue destruida por un incendio en 1954. Entre 1974 y 1980 se construyó una réplica fiel mediante un programa liderado por la dirigente revolucionaria Celia Sánchez Manduley. Junto a la vivienda principal se conservan otras estructuras originales como la escuela rural, la carnicería y el bar "La Paloma", además del panteón familiar declarado Monumento Nacional en 2009.

Casa natal de Fidel y Raúl Castro.

Este sitio ha sido objeto de visitas oficiales, estudios históricos y recorridos turísticos, siendo considerado por muchos como un espacio simbólico del proceso revolucionario cubano. Fidel Castro, líder de la Revolución y figura destacada en la política internacional durante la Guerra Fría, gobernó Cuba durante casi cinco décadas. Su hermano, Raúl Castro, lo sucedió en la dirección del país a partir de 2008 hasta su retiro oficial en 2021.
En un viaje emblemático en 1996, Gabriel García Márquez visitó Birán. De acuerdo con varios testimonios, incluyendo el del propio Fidel, ese 15 de agosto el escritor colombiano (y Nobel de Literatura) estuvo acompañado por su esposa Mercedes Barcha durante un recorrido por las instalaciones de la casa familiar, la escuela rural y el panteón donde reposan los padres de los Castro. Fidel describió esa visita como “una celebración íntima y familiar” en la que pasaron horas compartiendo y rememorando juntos.
Estas figuras siguen siendo respetadas y admiradas por numerosos sectores a nivel nacional e internacional, que destacan su papel en la soberanía de Cuba, su impacto en la geopolítica mundial y las reformas sociales implementadas. Sin embargo, otra parte importante de la población, dentro y fuera de la isla, desaprueba su legado, al que atribuye muchas de las causas de la actual crisis económica, migratoria y social que vive el país. Este contraste de visiones convierte a Birán no solo en un lugar de valor histórico, sino también en un símbolo complejo del pasado y presente cubano.

## Herencias culturales
La provincia posee una rica herencia cultural, resultado del mestizaje entre tradiciones indígenas, hispánicas y africanas, así como de influencias contemporáneas. Esta diversidad se expresa en manifestaciones artísticas, religiosas y populares que forman parte del patrimonio inmaterial de la región.
Entre los eventos culturales más significativos se encuentran las Romerías de Mayo, originadas como una peregrinación religiosa al Loma de la Cruz, fueron revitalizadas en la década de 1990 con un enfoque artístico y juvenil, convirtiéndose en un importante festival de alcance nacional e internacional. Otro evento relevante es la Fiesta Iberoamericana, que se realiza en octubre con el objetivo de fomentar el intercambio cultural entre los pueblos de Iberoamérica mediante conciertos, exposiciones, conferencias y representaciones folclóricas.
La provincia también conserva tradiciones populares como la décima campesina, la trova oriental, las ferias y los carnavales. En municipios como Gibara y Banes se mantiene la producción artesanal en barro, madera y fibras naturales, mientras que edificaciones como La Periquera, en la ciudad capital, forman parte del patrimonio arquitectónico colonial.
La religiosidad popular incluye expresiones del catolicismo junto a prácticas sincréticas de origen africano. La devoción a la Virgen de la Caridad del Cobre, patrona de Cuba, está presente en numerosas comunidades del territorio.
Holguín cuenta con una red de instituciones culturales, museos y casas de cultura que desempeñan un papel fundamental en la preservación y difusión de estas expresiones tradicionales y contemporáneas.

## Cultura popular

El Burro de Mayabe.

A pocos kilómetros al sureste de la ciudad de Holguín, existe un mirador muy popular por sus vistas panorámicas y paisajes campestres. Pero lo más famoso del lugar es su peculiar burro que toma cerveza. Esta tradición, convertida en símbolo turístico, comenzó con un burro llamado Pancho, al que los cuidadores del sitio ofrecían cerveza como parte del espectáculo para los visitantes. Con el tiempo, la historia se volvió un clásico del folclore holguinero. Aunque ya no es el mismo animal, el "burro cervecero" ha sido mantenido como tradición y se ha vuelto uno de los íconos pintorescos y más curiosos del turismo en Holguín.
El imaginario popular de la provincia está lleno de relatos y leyendas que han pasado de generación en generación. Uno de los más conocidos es el supuesto túnel subterráneo que conecta el edificio colonial de La Periquera con la Loma de la Cruz, atravesando por debajo del centro histórico de la ciudad. Aunque no existe evidencia arqueológica que lo confirme, muchos aseguran que fue construido por los españoles para escapar en caso de ataque, y algunos relatos afirman que exploradores locales han intentado seguirlo sin éxito debido a su deterioro o a la falta de acceso.
Otro relato profundamente arraigado en la cultura de la región es la aparición de la Virgen de la Caridad del Cobre en la Bahía de Nipe. Según la tradición, en el año 1612, tres jóvenes conocidos como “los tres Juanes” hallaron una imagen flotando sobre una tabla en medio del mar, mientras navegaban en esa bahía, y la recogieron. Este suceso es considerado el origen de la devoción mariana más extendida en Cuba. La historia ha sido reconocida por la Iglesia Católica, aunque algunos detalles varían según las versiones. La Bahía de Nipe, por tanto, es vista no solo como un sitio de relevancia geográfica, sino también espiritual y simbólica para los cubanos creyentes.

## Características lingüísticas
En Cuba no existen dialectos oficialmente reconocidos, pero sí se aprecian claras variaciones regionales en la pronunciación, la entonación y el léxico. Estas diferencias responden a factores históricos, geográficos y socioculturales. Tradicionalmente, el país se divide en varias zonas dialectales amplias: occidental, central, centroriental, suroriental y, en ocasiones, una zona extremoriental.
La región centroriental, que incluye a las provincias de Camagüey, Las Tunas y Holguín, y las ciudades de Bayamo y Manzanillo, muestra influencias tanto del habla occidental como del habla oriental, con algunos rasgos fonéticos propios. En esta zona –no en su totalidad– se nota una dicción más neutra y articulada, en comparación con otras áreas del país.
Dentro de este contexto, Holguín es frecuentemente señalada como una de las provincias donde mejor se habla el español en Cuba, caracterizada por una pronunciación clara, sin elisión de letras ni aspiración excesiva de la /s/, rasgos que sí son más comunes en otras provincias.
Aunque tales apreciaciones pueden variar según criterios subjetivos o populares, se observa una preferencia general por la forma de hablar en estas regiones, especialmente en entornos académicos y comunicativos. Por otro lado, en las regiones más surorientales, el habla se distingue por una entonación más rítmica y variaciones léxicas derivadas de raíces africanas y canarias.

## Religión

### Iglesia católica
La diócesis de Holguín (Dioecesis Holguinensis) fue establecida en mayo de 1979 por el papa Juan Pablo II como parte de la arquidiócesis de Santiago de Cuba. Según datos de 2006, contaba con unos 435 000 fieles entre una población total de aproximadamente 1 605 000 personas. Su sede episcopal es la Catedral de San Isidoro, uno de los templos más emblemáticos de la ciudad, construida entre 1818 y 1820 y elevando su rango a catedral en 1979, con consagración en 1996. Otra iglesia significativa es la Iglesia de San José, una de las más antiguas y de relevante importancia patrimonial.
El actual obispo, Emilio Aranguren Echeverría, fue nombrado el 14 de noviembre de 2005 por el papa Benedicto XVI.

### Visita del papa Francisco (2015)

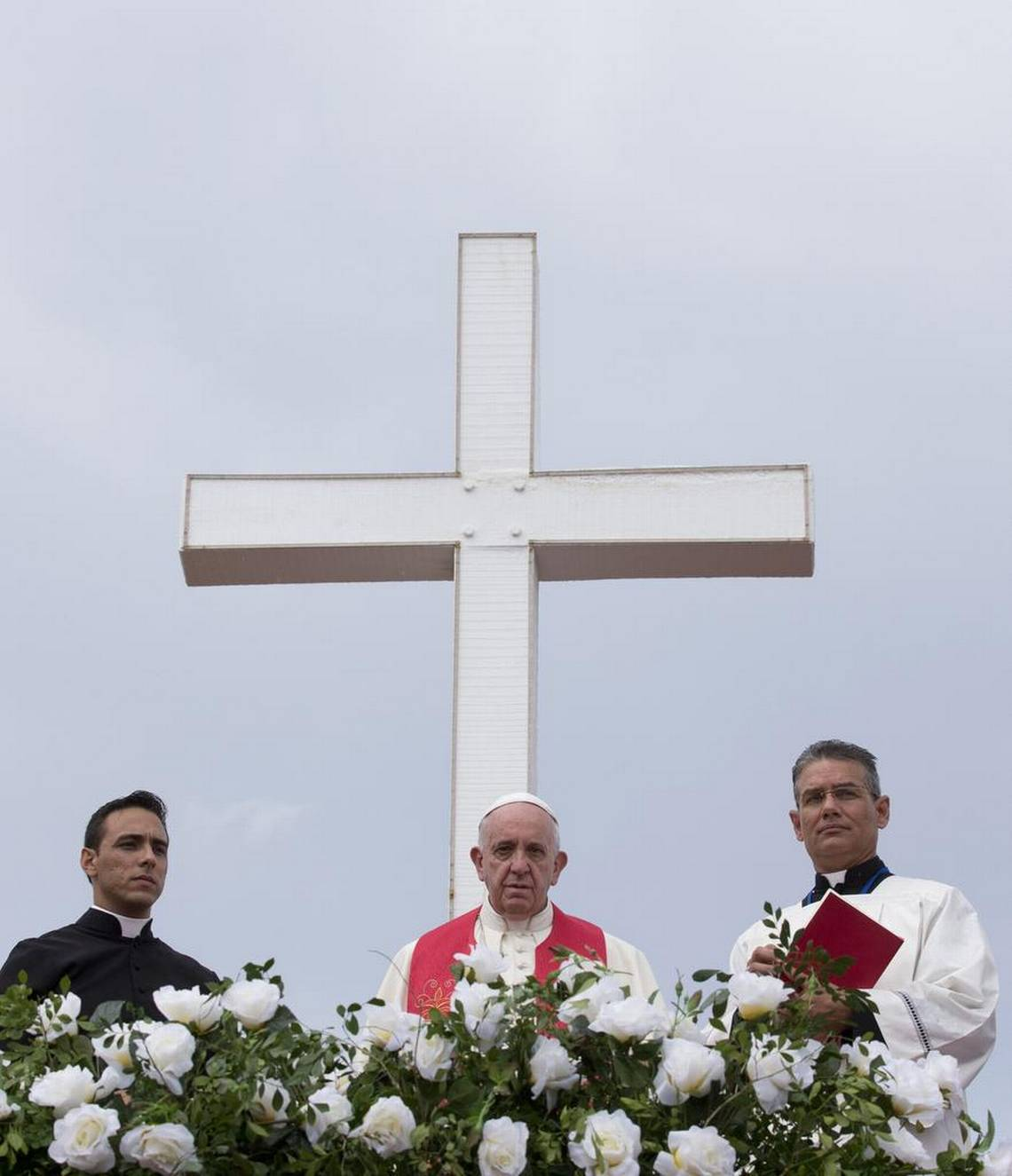
El papa Francisco en la Loma de la Cruz.

El 21 de septiembre de 2015, el papa Francisco realizó una visita histórica a Holguín, su primera en el oriente cubano. Subió a la Loma de la Cruz, rezó y bendijo la ciudad, acompañado por el obispo Aranguren y un coro infantil. Posteriormente, ofició una misa multitudinaria en la Plaza de la Revolución Calixto García, ante más de 150 000 personas y con la presencia de Raúl Castro.

### Otros credos cristianos
Además del catolicismo, en la provincia operan diversas congregaciones evangélicas y protestantes como bautistas, pentecostales, adventistas, así como Testigos de Jehová.

### Religiones de origen africano
Las religiones afrocubanas, especialmente la santería o religión yoruba, tienen presencia relevante en Holguín. La sinergia entre el sincretismo católico y estas creencias es notoria, como en la devoción a la Virgen de la Caridad identificada con Ochún. Aunque la práctica formal a través de casas-templos requiere la iniciación de babalawos, la influencia cultural es amplia, con un porcentaje de fieles que practican ritos afrocubanos y consultan a espiritistas.
En Holguín opera una Asociación Cultural Yoruba, fundada oficialmente en 1992, que difunde el legado africano en la isla y gestiona actividades de formación ritual, museos y culto. Ha sido noticia por controversias locales, como la “Letra del Año” realizada por mujeres, práctica tradicionalmente masculina en la religión yoruba.

## Transporte y viales
El sistema de transporte en la provincia de Holguín presenta características similares a las del resto del país, con infraestructuras viales deterioradas, déficit de transporte público y limitaciones en el suministro de combustible. Aunque existen calles asfaltadas en casi todas las ciudades y cabeceras municipales, muchas de ellas se encuentran en mal estado, especialmente en zonas periféricas y rurales. Numerosas comunidades permanecen sin asfalto, con calles de tierra que dificultan el acceso.
El transporte público es uno de los principales desafíos en la movilidad de la población. La escasez de ómnibus, combinada con la crisis energética y la falta de piezas de repuesto, ha provocado frecuentes interrupciones en los servicios regulares. Esto obliga a muchos ciudadanos a depender de medios alternativos como:
- Bicitaxis: bicicletas adaptadas con una estructura y asiento trasero cubierto para transportar uno o dos pasajeros, ampliamente usados dentro de las ciudades, sobre todo en Holguín.
- Coches de tracción animal (conocidos simplemente como “coches”): son carretas arrastradas por caballos, utilizadas principalmente en zonas rurales y en algunas partes de la ciudad, donde todavía constituyen una opción asequible y constante.
- Taxis particulares: que cobran precios variables dependiendo del trayecto y la demanda, y constituyen una alternativa para quienes no pueden esperar horas por un ómnibus estatal.

##### En cuanto al transporte aéreo, la provincia cuenta con dos terminales:

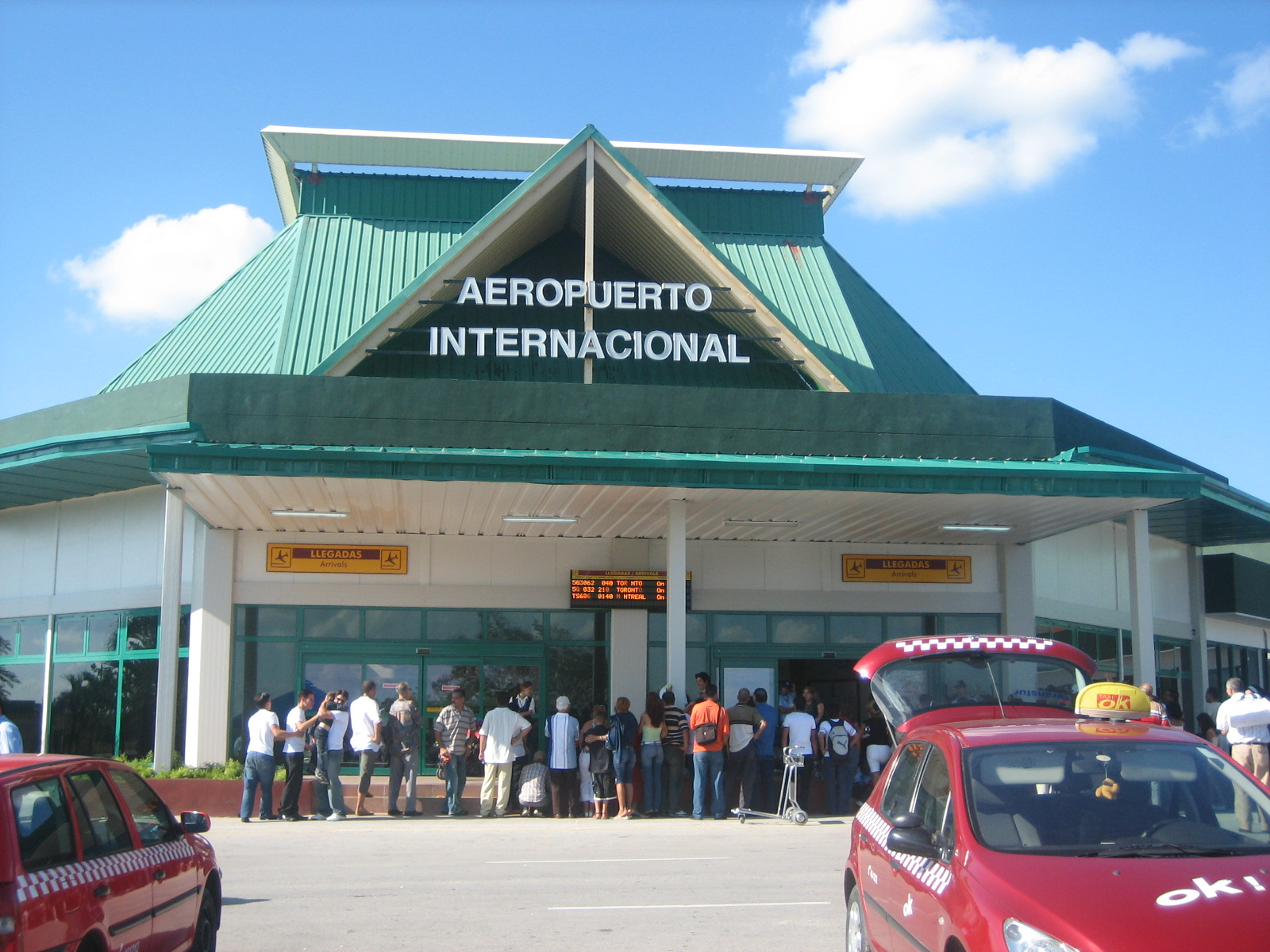
Aeropuerto Internacional Frank País García.

El Aeropuerto Internacional Frank País García, situado al suroeste de la ciudad de Holguín, es uno de los principales aeropuertos de país. Opera vuelos nacionales e internacionales, especialmente desde Canadá, Estados Unidos y Europa, facilitando el arribo de emigrados, y turistas a los polos de la provincia.
El Aeropuerto de Moa, con operaciones limitadas, atiende principalmente vuelos nacionales y tiene relevancia en el contexto minero-industrial del norte de la provincia.
El ferrocarril cubre rutas interprovinciales, aunque con servicios irregulares y tiempos de viaje prolongados. Existen también terminales de ómnibus intermunicipales, aunque con baja frecuencia de salidas y dificultades operativas, así como la Terminal de Ómnibus Nacionales en la ciudad capital.
En resumen, el sistema de transporte en Holguín continúa enfrentando retos estructurales y coyunturales, marcados por el deterioro de las infraestructuras, la baja disponibilidad de vehículos y los efectos de la crisis económica y energética. Sin embargo, la creatividad de la población y el uso de alternativas tradicionales permiten que la movilidad, aunque limitada, se mantenga activa en todo el territorio.

## Gastronomía local
La gastronomía de Holguín es una expresión rica y diversa de la cocina tradicional cubana con notables particularidades regionales. Entre sus bebidas más distintivas se encuentra el prú oriental, una infusión fermentada de raíces y especias que se consume fría y es valorada por sus propiedades digestivas y su arraigo cultural. Otro componente esencial de la dieta tradicional es el casabe, una torta delgada y crujiente elaborada a partir de yuca amarga rallada y deshidratada; su uso se remonta a las culturas taínas precolombinas y se mantiene vigente. Asimismo, en las celebraciones familiares y religiosas, así como ante el nacimiento de un nuevo bebé, es común la preparación del aliñao, una bebida artesanal a base de frutas tropicales en aguardiente, especias y azúcar. La cocina holguinera también incluye platos típicos cubanos como el lechón asado en púa, los tostones de plátano, el arroz congrís, las yucas con mojo, y postres tradicionales como los buñuelos de yuca, el dulce de coco y la mermelada de guayaba. 

## Personalidades

### Oriundas
- Adelquis Remón (1949-1992), ajedrecista, Maestro Internacional con media norma de Gran Maestro, fallecido en el accidente de aviación de Aero Caribbean, en 1992.
- Alberto Hernández (1968), receptor del equipo Cuba de béisbol, Campeón olímpico de Barcelona 1992.
- Almighty (1995), cantante del género urbano.
- Amador Rodríguez (1956), nacionalizado español, es Gran Maestro de la FIDE.
- Ángel Espinosa (1966-2017), boxeador. Campeón Mundial en Reno 1986.
- Ángel Valodia Matos (1976), taekwondo, Campeón olímpico de Sídney 2000.
- Arnaldo Ochoa (1930-1989), general cubano ejecutado en 1989.
- Aroldis Chapman (1988), pitcher de las Grandes Ligas.
- Augusto Blanca Gil (1945), compositor, cantante, Pintor, escenógrafo, actor teatral y fundador de la Nueva Trova cubana.
- Calixto García Íñiguez (1839-1898), general de la Guerra de Independencia.
- Cosme Proenza (1948-2022), pintor, dibujante, ilustrador y muralista, de estilo único. Una de sus obras cuelga en el Vaticano.
- Delfín Prats Pupo (1945), poeta, Premio Nacional de Literatura 2022.
- Diego Pablo Seguí González (1947-2025), lanzador del béisbol profesional. Es el cubano con más encuentros trabajados en Grandes Ligas.
- Eglise Gutiérrez (1972), cantante lírica.
- Faustino Oramas (1911-2007), compositor y cantante.
- Fernando Hechavarría (1955), reconocido actor de teatro, cine y televisión.
- Fidel Castro Ruz (1926-2016), expresidente de Cuba y líder de la Revolución de 1959.
- Frank Fernández (1944), pianista e intérprete de varios géneros musicales reconocido internacionalmente.
- Fulgencio Batista (1901-1973), presidente constitucional de Cuba de 1940 a 1944 y dictador desde 1952 hasta 1959.
- Gastón Baquero (1914-1997), escritor y poeta del siglo XX, exiliado en España tras la Revolución cubana.
- Guillermo Cabrera Infante (1929-2005) escritor y guionista, Premio Cervantes 1997.
- Héctor Noas (1958), actor.
- Jaime Yoan Batista Peña (1974), profesional de los medios audiovisuales. Actualmente, presentador de noticias en el canal iraní HispanTV.
- Jorge Luis Sánchez Grass, periodista, productor y escritor, conocido por su trabajo en radio y televisión en Miami.
- José Agustín García Castañeda (1902-1982), abogado, naturalista, escritor e historiador.
- José Miguel Abreu Cardet (1951), historiador, Premio Nacional de Historia 2018.
- José Roque Ramírez, conocido como El Águila Negra (1887-1977), llegó a convertirse en uno de los grandes timadores y estafadores internacionales de todos los tiempos, burlando la policía de buena parte del mundo.
- José Vega Suñol (1952), historiador del arte.
- Juanito Márquez (1929-2025), guitarrista, arreglista y compositor. Véase Orquesta Avilés.
- Julio Grave de Peralta (1834-1872), Mayor General del Ejército Libertador.
- Gastón Baquero (1914-1997), escritor y periodista.
- Guillermo Cabrera Infante (1929-2005), escritor y crítico de cine, Premio Cervantes 1997.
- Lázaro Bruzón (1982), gran maestro internacional de ajedrez.
- Legna Verdecia Rodríguez (1972), judoca, campeona olímpica en Sídney 2000.
- Leuris Pupo (1977), campeón olímpico en tiro en Londres 2012.
- Liz Cuesta Peraza (1971), actual primera dama de Cuba.
- Manuel Galbán (1931-2011), guitarrista, pianista y arreglista, galardonado en los Grammy Latinos 2003.
- Manuel Marrero Cruz (1963), actual primer ministro de Cuba.
- María Dolores Ortiz (1936-2023), destacada intelectual, Doctora en Ciencias Filológicas, y panelista del programa Escriba y Lea durante décadas.
- Mario Kindelán (1971), boxeador, dos veces Campeón olímpico, en Sídney 2000 y Atenas 2004.
- Mily Ajo (1986), empresaria y música.
- Odalys Revé Jimenéz (1970), judoca, campeona olímpica en los Juegos de Barcelona 1992.
- Osvaldo Doimeadiós (1964), humorista, actor de teatro, televisión y cine.
- Osvaldo Fernández Rodríguez (1966), lanzador de béisbol, campeón olímpico de Barcelona 1992.
- Pire Zaldívar (1934-2001), músico y miembro de los Órganos de la Seguridad del Estado Cubano.
- Puntillita (1927-2000), músico, miembro del Buena Vista Social Club.
- Pura Avilés Cruz (1935), científica vinculada a la medicina, específicamente a la anestesiología y reanimación.
- Rafael Díaz-Balart (1926-2005), político cubano, líder de la llamada Mayoría en la Cámara de Representantes durante la dictadura de Fulgencio Batista.
- Ramón Valle (1964), pianista y compositor de jazz.
- Raúl Camayd (1937-1991), cantante lírico barítono, escritor, coreógrafo, director artístico de radio y televisión, guionista y profesor cubano.
- Raúl Castro Ruz (1931), expresidente de Cuba y miembro del Partido Comunista.
- Reinaldo Arenas (1943-1990), novelista, dramaturgo y poeta, conocido por sus obras mágico-realistas y su oposición al gobierno de Fidel Castro.
- Rolando Masferrer (1918-1975), pandillero, político, abogado, periodista, congresista, propietario de diarios y empresario. Fue veterano de la guerra civil española.
- Tomasita Quiala (1960-2025), reconocida repentista.
- Victoriana de Ávila y González de Rivera (1774-1864), benefactora de Holguín y Gibara.
- Yurisleidy Lupetey (1944), judoca, campeona olímpica.
- Walter Arencibia Rodríguez (1967), ajedrecista, segundo Gran Maestro de la provincia, Campeón Mundial júnior en Noruega 1986.

### Por ascendencia
- Oscar Hijuelos (1951-2013), escritor y académico, hijo de inmigrantes de Holguín. Premio Pulitzer 1990.